# おおきく振りかぶっての登場人物
おおきく振りかぶっての登場人物（おおきくふりかぶってのとうじょうじんぶつ）は、ひぐちアサ作の野球漫画『おおきく振りかぶって』および、それを原作としたテレビアニメ作品、ゲーム作品に登場する架空の人物の一覧である。

## 西浦高校
西浦高校（にしうらこうこう）は主人公たちが通う埼玉県にある架空の県立高校。共学で制服は無く私服校となっている。生徒目標は「自主自立」であり、体育祭、文化祭の行事を生徒主体で行う。部活動はバスケ部、ソフトボール部、サッカー部、ラグビー部、テニス部が存在する。
野球部は新設（軟式野球部が硬式野球部化したため）で部員は1年生のみ10名しかいないため、各選手は複数のポジションを担当している。監督の百枝は軟式部時代の卒業生。若いチームでエラーが連鎖反応で起こったりするが、プレッシャーに負ける場面は少なく、強豪校にも臆することがない落ち着いた試合運びが出来るチームである。基本的に花井以外で長打が期待できないため、バンドなど小技を使うスモールベースボール。
「創部一年目」「一年生だけの10人のチーム」「監督は若い女性」と周囲に注目をされやすい要素が揃っており、夏大会は勝ち進む事によってスポーツ誌の取材を受けている。夏はベスト16、秋大会は本戦初戦敗退。そして二年目では1年生11人を加えた21名で活動している。モデルは作者の母校である埼玉県立浦和西高等学校。

### 野球部員
三橋 廉（みはし れん）
声 - 代永翼
投手、一塁手、左翼手。右投左打。背番号1。1年9組→2年4組。5月17日生まれ。血液型はAB型。身長は169.5cm、体重は52kg。(※1年3学期の時点)　家族構成は父・母。
本作の主人公。
球速は遅いが、“まっすぐ”と“速いまっすぐ”(120kmキロ未満)4つの変化球（スライダー・シュート・カーブ ・ナックルカーブ）の計5つを、“9分割”したストライクゾーンへ投げ分ける優れた制球力を持つ。ナックルカーブは三橋自身はまだ未完成の変化球だと思っておりちゃんと投げられるか自信が無く、それもあって秋大会の武蔵野戦まで投げていなかった。“まっすぐ”は綺麗なバックスピンのかかっていない不規則な回転で一見すると直球だが、打者にとっては予想より落ちず浮くように感じる癖球であり、打者が経験上からボールの軌道の山なりから球速を予想するが"まっすぐ"はストレートよりも落ちる球で絶妙にストレートっぽい軌道でくるため、打者が山の高さから予想するスピードよりも速く来ることで、打者からは変なふうに伸びる感覚が発生する。経験者であればある程効果を発揮するが、逆に野球初心者などからは、"まっすぐ"が伸びてるとは錯覚しない。投球指導を受けていないが故に身に付いたとされる。利昭コーチの分析によると、"まっすぐ"を分類するならナチュラルスライダーの類であり、回転は天性のものらしく、ちょっと磨けば縦スラものにできるかもと言われている。この変化球と”まっすぐ”を効果的に配球する阿部のリードにより、力を合わせて対戦打者を翻弄する。榛名によると、力が分散しておりもっと速い球を投げれると言われており、球速が130km代後半が出れば面白い投手になるかもしれないと言われている。
打撃力は低く常に下位打順だが、打率が.273（1年3学期の時点）と、ファウルで粘ったり等結果四球で出塁するなど出塁率自体はそれほど悪くない。持久力があり、1,500メートル走は部内で田島に次いで速い。また体が柔らかく、よく転倒や接触をしているが現在まで怪我をしていない。
性格は弱気で卑屈。人見知りが激しく自己主張や友人を作ることは苦手。会話時は吃りぎみで、言葉にならない音だけを発することも多く、周囲は意思疎通に苦労している。他方で単純で後先を考えない面もあり、田島とはウマが合う。少しでも他人から親切を受けるとその人は「いい人」に位置づけられる。マウンドに上がると独占欲と表裏一体の度胸を見せる。敬遠策を厭うことはなく、あくまで投げ続けることにこだわっている。
小2途中で転校するまで、近所の友達と野球をして遊んでいた。小学生の頃は群馬にある従姉妹の家に遊びに行くたび、叶のチームに混ぜてもらっていた。中学時代はマウンド独占欲と経営者の孫でもあることから、叶以外からは「ヒイキ」でエースをやっていると嫌われ孤立していた。試合に出れば3年間負け続け、最後の方はチームメイトが手を抜くようにまでなった。そのような状況であったため家族の観戦を拒否していた。西浦には野球を諦めるつもりで入学したが、ひと目見るだけのつもりでグラウンドに向かったところ百枝に強制入部させられた。
高校入学時の最高球速は時速101キロメートル。その球速の遅さと9分割の制球力の正体は全力投球していないからだと百枝に指摘され、その場で投球指導を受けた時は大暴投ながら時速111キロメートルを記録。それ以降は体幹を鍛え、普通の“まっすぐ”と全力の“まっすぐ”を投げ分けるようになった。全力投球は内外に投げ分けるのみだが、それでも高校球児としては立派な制球だという。
阿部に対しては信頼し尊敬している反面嫌われることを恐れてもいたため、当初は意見を主張することがなく、指摘されるまで阿部のサインに首を振ることもなかった。しかし美丞大狭山戦における阿部の負傷退場を契機にバッテリーとして対等な関係になろうと考えるようになり、少しずつ主張するようになってきている。
夏大会準決勝武蔵野第一戦を観戦した後に速球の秘密を榛名に聞き、このままの投球スタイルでは勝ち抜く事は出来ないと判断。おおきく振りかぶって投げることを決意した。練習当初は力みがあり制球力や球威が落ちていたが、阿部の捕球で力みが取れ、振りかぶっても以前の投球ができるようになった。秋季大会前に百枝父の指導の下、投球フォームの再修正に着手。膝を上げる位置を低くし、踏み込む歩幅を1歩狭くして、球に力が乗るようにした。
学業成績は芳しくないが、部内勉強会の助けもあって赤点は回避できている。
両親は駆け落ち婚で小2まではアパート山岸荘（通称ギシギシ荘）で暮らしていた。父親の実家は裕福なようで現在の自宅も広いが、もしも公立の西浦に落ちたときは学費が無料になる三星に行くことを迫られたため、本人は裕福だと思っていない。
両親が共働きをしていたのもあって、阿部と二人で合宿の朝食を任せられた時は、率先して調理を担当している。
嫌いなものは特に無くなんでもよく食べる。体が小さいのに大食いなので他校の部員に驚かれている。また体調管理にうるさい阿部から生モノを食べないよう厳しく言われている。夏を経て球速がアップし、時速120キロメートル中盤は出ている模様。ナックルカーブを決め球として多投するようになり、千朶戦は11失点も櫻井など主軸から三振を奪い、結果6番以下は無安打・9奪三振の快投を見せる。
2年になると投手の堀井が入部したために今よりも投げられなくなると困惑しており、試合で堀井が登板した際は嫉妬していた。
阿部 隆也（あべ たかや）
声 - 中村悠一
捕手。右投右打。背番号2。1年7組→2年4組。12月11日生まれ。血液型はO型。身長は174cm、体重は55kg。（※1年3学期の時点）　家族構成は父・母・弟。
副主将。データを基にしたリードをする頭脳派捕手。観察眼に優れ、全配球・打たれた球種・アウトにした球種を記憶する。グラウンド外でもゲームプランを考え、試合中は相手チームの隙や弱点を徹底的に突く狡猾な面を見せる。肩は普通だが1年と思えば良い方だという。捕手としては1年なので体重が軽く、桐青戦では河合のスライディングをブロックし切れず勝ち越し点を与えている。
打撃面では打率が良く、4番もありと百枝に評価されている。しかし三橋をリードする負担を軽減する意味で下位を打つことが多い。本人曰く流し打ちは不得意。総合能力で田島、花井に次ぐNo.3。
性格は短気でマイペース。特に投手絡みの事には感情的になりがちで、父親譲りの大声になる。田島曰く言い方が悪いだけで言っていることはまとも。しかし普段は表情言動ともに冷静で寡黙。涙もろい面があり、三橋に感謝の言葉を貰った際は試合中にもかかわらず泣きそうになった。
現在公式戦で戦力になる投手が三橋だけという理由もあり、三橋の体調管理にかなり気を遣っている。柔軟から球数・体重管理・日常生活に至るまで世話を焼いたり、無茶な行動に肝を冷やしたりと、自ら気苦労を背負い込んでいる。三橋は「自分を大事にしてくれている」と喜んでいるが、周囲は口うるさい阿部に閉口していた。
交友はあまり積極的ではないようで、普段は友人の誰とも連絡を取り合っていなく、その事を父と話した後に気付き。また、マネージャーの篠岡と同じ中学出身であることを他の部員に指摘されるまで忘れていた。篠岡から思いを寄せられていることにも全く気づいていない。
野球に関しては情報通で、自身はシニア出身にもかかわらずボーイズリーグ出身の田島を知っていたり、相手校控え捕手の状態まで知っていたりする。
中学時代は戸田北シニアに所属。2年時にはレギュラーとして関東ベスト16に入ったが、当時バッテリーを組んでいた榛名元希と信頼関係を築けず投手不信に陥った。
受験後の春休み中、同じ中学で別シニアチーム出身の栄口を誘い、西浦のグラウンド整備をしていた。入部初日、三橋の“まっすぐ”の正体と制球力にいち早く気付き理想のエースと評価したが、当初は制球が良く自己主張しない投手という程度の意味で、リードに首を振らせず言う通りに投げさせようと思っていた。しかし百枝に諭され、三橋の努力に気付いてその才能と努力を生かしてやりたいと考えるようになり、捕手として3年間つくすことを決意。バッテリーとして良い関係を築くべく三橋とのコミュニケーションに励むようになったが、三橋の不明瞭な言動に苛立ち、怒鳴って余計に話をこじれさせてしまう事も多い。三橋との関係に問題があることは自覚している。
入部からおよそ一月後、同じクラスで相談が楽という理由で、主将の花井から副主将に指名された。
美丞大狭山戦で膝を捻挫し負傷退場。配球で悩む三橋をベンチから見て三橋が考えることを妨げていたと反省し、首を振らないよう仕向けていたことを謝罪した。そして力を合わせて強くなろうと三橋に申し出た。また、自身が怪我をしたことで榛名に対する認識も変わり、武蔵野第一の敗退後、三橋と一緒に榛名に会いに行き、そこで和解した。
三橋との会話が続かないことを気にしている。
初恋はまだだが、好みの女性のタイプは色白で肌が綺麗な人。
理系が数学が得意。技術選択では習字を選んだきっかけも三橋と田島と同じく「楽そうだから」という。
母親が専業主婦であった為、台所には経ったことがなく、合宿の朝食を三橋と二人で餃子を作ったが阿部が焼き時間に待てず餃子の蓋を開けたりして失敗してしまった。ちなみに三橋と同じく好き嫌いは無い。
リハビリ中は食事（特に肉類）を多く摂ることを心がけ回復に専念。体も少し大きくなった。地区新人戦は大事を取って欠場。秋期大会から試合に復帰した。武蔵野戦では秋丸の構えから癖を探そうとする。千朶戦は三橋の不調をカバーするために懸命なリードを見せ、三橋とも問題なくコミュニケーションをとれるようになった。
沖 一利（おき かずとし）
声 - 佐藤雄大
一塁手、右翼手、投手、左翼手。左投左打。背番号3。1年3組→2年6組。7月30日生まれ　血液型はA型。身長172cm、60kg。（※1年3学期の時点）　家族構成は祖父・祖母・父・母・姉。
打順は主に6、7番。中崎が入部するまで西浦唯一のサウスポーだった。気弱な所が打撃にも現れており、1年夏の大会では打率はあまり残していないものの、四球での出塁が多かった。桃李高校との練習試合では、監督の百枝から「練習では打てるんだから」といわれ、打順がさらに下位の水谷・西広・三橋より期待されているようである。また桃李高校の捕手・石田は6番の沖を「このチーム下位3人はどーにもガタガタやけど、6番までには今の祥真の速球は通用せえへん」（7番水谷・8番西広・9番三橋）と評価している。
中2までに投手の経験があるため、練習試合では投げている。気が弱く控えめで、投手は性格的に向いていないと自分では思っているが、人数的に余裕のない部のために花井と共に控え投手になることを引き受けた。
ピンチでも断固として投げ続けようとする三橋の姿勢を「投球中毒」と評し、その後ろを守るのはやる気が出ると思っている。
三橋同様に阿部の大声が苦手で、阿部の言動に対し三橋が挙動不審になる理由の1つだと気付き阿部に忠告した。三橋の心情を察しおおらかに接する沖に対し、花井は「大物かも」と言っている。
複数のお稽古事に通っていたようで、小学校4年生までスイミングスクールに通っており、特に平泳ぎでは2回学校の代表に選ばれている。
その他、書道は校内に作品が掲示される程の腕前である。
お正月には書き初めをしている。
脇をくすぐられるのが弱い。
三橋にイラっとくる花井の気持ちが分からない。
初恋はまだだが、和服の女性が好み。（巫女さんも含む）
栄口 勇人（さかえぐち ゆうと）
声 - 鈴木千尋
二塁手、遊撃手。右投右打。背番号4。1年1組→2年6組。6月8日生まれ。血液型はO型。169cm、54kg。（※1年3学期の時点）　家族構成は父・姉・弟。
副主将。打順は主に2番。堅実な犠牲バントで繋ぎ役として百枝の信頼も厚い。
温厚で人当たりが良く気配りを忘れない。花井から副主将に指名された際には内野の中心になることを頼まれた。三橋とコミュニケーションを取る事は田島の方が上手いが、バッテリー間の意思疎通の手助けという面では三橋と阿部、両者の立場を考慮して仲裁に入る。プレッシャーに弱いところがあり、受験の際や抽選会の時は腹が弱くなってトイレに行っていた。
中学時代はシニアに所属。母親の他界後、野球への意欲を失っていたが、中学三年生時、西浦を見学に行った際、百枝のエネルギッシュな姿を見て再びやる気を起こした。
親の負担を減らすためにバイトをしようと思っていた。
芸術選択では音楽。水谷とイヤホンを分け合って曲を聴くこともある音楽好きである。
ケーキは贅沢品で、魚卵が苦手である。
ステーキガストのサラダバーでは一巡目からコーヒーゼリーで、二巡目にアイスを頼む。
古典が得意だが、数学が苦手である。
初恋は中1の頃で、部内の恋愛禁止の動きに動揺する。
パワプロを3時間程プレイするぐらい好きで、SNSの待受けもパワプロ君である。
甲子園ではシニアの頃に行った経験がある。
阿部と同じ中学出身でシニアで面識はあったが、クラスもチームも3年間別だったため、高校入試当日に初めてまともに会話をした。春休み中は阿部に誘われて一緒にグラウンド整備をしていた。なお、唯一モデルになった選手がいる登場人物であり、大阪近鉄バファローズやオリックス・バファローズで活躍した水口栄二選手がモデルである。
田島 悠一郎（たじま ゆういちろう）
声 - 下野紘
三塁手、一塁手、捕手、中堅手。右投左打。背番号5。1年9組→2年2組か3組（※公式名鑑とコミックでは組が違う）。10月16日生まれ、血液型はB型、身長167cm、53kg、（※1年3学期の時点）　家族構成は曽祖父・曾祖母・祖父・祖母・父・母・兄・義姉・姉・姉・兄・甥姪。
飛び抜けた野球センスを持つチーム随一の実力者。中学時代は名門ボーイズ「荒川シー・ブリームス」の2年生で4番を務め、その名は強豪校にも広く知られている。
打順は主に4番。小柄で筋力が足りないため本塁打を打つパワーはないが、抜群の動体視力とバットコントロールで打率を稼ぎ、チャンスにも強い。バントも巧くセーフティバントを決めた際には俊足を見せている。
守備では肩が強いことに加え、ライナーを捕れないと見るやグラブに当てて遊撃手が捕りやすいよう軌道修正するなど、高い判断力と器用さを持つ。
チーム事情から第二捕手も務める。正捕手の阿部よりもフィールディングが上手い。野手への送球指示も早く正確である。しかし捕手を始めたのは高校からであり、本格的な配球も考えたことが無かったため、初めて実戦で三橋とバッテリーを組んだ際には打撃に悪影響が出るほど苦労していた。
観察眼が良く、桐青・高瀬の投球モーションの癖を見抜いてベースコーチャーとして盗塁の指示を出したり、美丞大狭山が敷いた守備シフトにいち早く気づいたりとプレー以外での貢献度も高い。
性格は明るく単純で、突拍子もない言動で周囲を驚かせる事もしばしばあり、下ネタも躊躇無しに話す。三橋との意思疎通をすんなりと行える。ときには三橋の「あ」「う」の言葉にならない声を理解して会話を交わしており、阿部にとっては理解しがたい様子である。三橋と仲が良く、弟を見守るようにフォローする一面も。また、三橋の阿部への依存とその危うさに時折苦言を呈している。
自身がチームの鍵を握る存在である事実は自覚しており、基本的に監督やチームメイトには不安や落ち込みを見せない。しかし、三橋に対してはポロリと本音をこぼすことがあり、自身の弱い部分を打ち明けたりしている。
高校進学時に強豪校からスカウトされたが、過去に倒れたことのある曽祖父のために近所の西浦に進学（曽祖父は現在も健在）。三橋同様入学するためにかなり勉強したという。
桐青戦で決勝打を放った際、右手を負傷。次戦では1番一塁手に回った。美丞大狭山戦では怪我で退いた阿部に代わり初めて実戦でマスクを被った。秋期大会以降、花井の成長に刺激を受けており、お互いに力を引き上げ合う存在として認めるようになっている。
三橋と同じく学業成績は良くないが、やはり部内勉強会のおかげで試験を切り抜けている。
体力測定の記録は校内ランキング総合1位。校内球技大会ではサッカーに出場して得点を決めており、運動能力の高さがうかがえる。
「ゲンミツ」（厳密）という言葉をたまに使っているが、武蔵野第一観戦時の阿部とのやり取りで意味を間違えて覚えてしまい、主に「絶対」「しっかりと」の意味で使っている。例えば「ゲンミツに勝つ」など。
メールアドレスは初心を忘れないようにと、背番号もらった順に入れるだけ入れている。
実家は農家で、敷地は学校周辺の畑も所有する程広い。
好物は農家らしく野菜を使った料理が多く、試合に勝った日に食べれる。
理系を選考しているが、大学野球のため文系に変えるか、理系で入部可能な埼大を目指すかで迷っている。
初恋は3歳の時。お気に入りは青カンシリーズで、髪の毛をイジっている子が可愛い。
末っ子でみんなに甘やかされて育ちだが、実はものすごく空気を読む一面もある。
時と場所、状況にかかわらず下着まで脱いだり、率直な発言をしたりする。
巣山 尚治（すやま しょうじ）
声 - 保村真
遊撃手、三塁手、右翼手。右投右打。背番号6。1年6組→2年1組。4月6日生まれ、血液型はA型、175cm、64kg、（※1年3学期の時点）　家族構成は祖母・父・母・兄・弟。
守備は堅実で、打撃も常にクリーンナップを担当する打力を持つ。また身長、体重とも花井に次ぐ体格の持ち主である。
試合では動揺している水谷や栄口を落ち着かせ、対戦校の選手を分析したりと冷静だが、モモカン作「ま○゛いプロテイン」の前では普段の冷静さから考えられないほどひどく動揺して周囲を驚かせた。アニメではプロテインのシーンはカットされた。
夏合宿でのエロ談義で、「カノジョができたとしたらどーいうことしたい？」と聞かれて、「手をつなぐ」と答えた純粋な面を持つ。初恋は未経験。
作者によると作中には反映されていないが西浦一のおしゃれとのこと。
料理が上手く、たまにチームメイトに自作の料理を振舞うことも。弁当も普段自作。特技は包丁さばき。
三橋家の味噌が自家製と分かるぐらいに味覚が鋭い。
応援してくれた部員に自作のお菓子をお礼へと花井と渡しに行ったりと義理堅い。
果物全般が苦手。
中学の軟式野球部出身で、高校野球経験者の兄を見て育ち、少年の頃から勝利意欲が強く全国制覇を目指す百枝に「ついていくのは迷いはない」と練習に打ち込む。
出身中学の後輩は入部しなかったが、新入生の面倒をよく見ている。
理系で芸術選択は美術で絵がうまい。
約10万のイタリア製の自転車が宝物で、自らの貯金と祖母の援助で購入した。
ユニフォームのズボンは裏返しておいて穿く派。
スパイクの手入れが習慣。
ステーキガストで「牛っとこぶしハンバーグW」を注文。「サラダの皿こそでかいのが欲しい」発言をしている。
水谷 文貴（みずたに ふみき）
声 - 角研一郎
左翼手、二塁手、三塁手。右投右打。背番号7。1年7組→2年1組。1月4日生まれ、血液型B型、172cm、57kg（※1年3学期の時点）　家族構成は父・母・姉。
打順は常時下位だが、さらに下位の三橋が頼りないので期待される場面が目立つ。夏大会はラッキーな当たりが多かったが秋はそういかず2割台まで落ちた。
守備では三星戦で簡単な外野フライを落としたことがありその際阿部に『クソレフト』と心の中で言われた。
気性は緩やかかつお調子者で弱気な発言をする事もあり、気の抜けたリアクションが多い。三橋の不明瞭な主張を拾って皆に呼びかけたり、桐青戦後半で三橋の変調を心配したり、篠岡を気遣ったりする等、よく気が付く面もある。また篠岡に対しては好意を抱いていることもうかがえる。
中学時代は二塁手と外野手を兼任。
新人戦以降は、力をつけてきた西広にレギュラーを奪われることを恐れている描写が見られ、練習に身を入れるようになった。秋大会ではバントをきっちり決められるようになった。
理系で栄口とは逆で古典が苦手。
芸術選択では音楽。栄口とイヤホンを分け合って曲を聴くこともある音楽好きである。
初恋は小6の時で「女ドロボウ」で妄想するのが好き。
姉の影響で、女性の心理や、浦安にある夢の国の事情に詳しい。
「規制化してしまうなら焦ることもない」との理由で部内恋愛禁止に賛成した。
関西への遠征の時は、お笑い番組を楽しみにしていた。
生クリームが大好物で、コーヒーゼリーも好き。苦手なものはブロッコリー。
ステーキガストでは「肉くっちゃってもカレーがあるのが嬉しい」との事。
ガチガチに緊張していた須山とは違い、気さくにチアガールの二人に愛想よく気さくに対応している。
泉 孝介（いずみ こうすけ）
声 - 福山潤
中堅手、三塁手、右翼手。右投両打。背番号8。1年9組→2年4組。11月29日生まれ、血液型はO型、168cm、57kg、（※1年3学期の時点）　家族構成は父・母・5つ年の離れた兄。
打順は主に1番。俊足巧打のスイッチヒッターで打率も高く勝負強いポイントゲッターの一人。田島同様、長打力がないため打球方向は両打席とも流し打ちが多い。
三橋、田島、浜田と同じクラスで三橋と田島の御目付け役。特に自由奔放な田島のストッパー役になることが多い。
冷静な性格で、チームメイトに心中でツッコミを入れる場面も目立つ。周りとの会話にまごつく三橋にフォローを入れる事が多いが、栄口や田島と違い、発言そのものは三橋の自主性に任せている。
美丞大狭山戦で自分がまんまと乗せられた相手の策略に田島が気付いて対処したこと、チーム目標を決める際、自分よりはるかに大きな目標を田島が明言したことなどから自分との差を悔しく思い、田島を意識している様子がある。
浜田とは小中学校が同じで中学野球部では先輩後輩の関係だったが、同学年となった今では他の同級生と同じように接している。浜田の故障した右肘の話題になっても容赦ない態度だったが、本心では野球部に入部してほしかった模様。
小学2年生の秋まで三橋も同じ学校に通っていたが、クラスが違ったこともあり浜田に言われて初めて知った。
比較的常識的なタイプで、浴衣姿の篠岡を褒めたり、当番をサボる阿部に呆れたりと思ったりしている。
部活外では、庭で素振りをしている。
中学生までは「コーちゃん」と呼ばれていた。
理系で英語が苦手。芸術選択は音楽。
初恋は中1の時。琵琶湖で水着、高級ホテルの窓ガラスといった妄想がある。
体育祭では200ｍ走、スウェーデンリレー（100ｍ相当）の2種目に出場させられた。
おにぎりの具で好物なのはいくら。
ステーキガストでカレーにサラダを入れる沖のアイデアを気に入っている。
花井 梓（はない あずさ）
声 - 谷山紀章
右翼手、中堅手、投手、捕手。右投右打。背番号9。1年7組→2年5組。血液型はA型、4月28日生まれ、181cm、67kg（※1年3学期の時点）　家族構成は父・母・妹・妹。
主将。打順は4番または5番。チーム一の長身で百枝からは田島に次ぐNo.2の素材として評価されている。
打撃は選球眼が良く、センター返しを心がけている。その長打力を活かして犠牲フライで打点を稼ぐ機会が多い。ただ責任感故に力んだり緊張したりして実力を発揮できないことも。
守備では外野手を担当。強肩と積極的な声掛けでチームの危機を救う。夏合宿からは阿部の故障もあり第三捕手として捕手の練習も始めた。
沖と共に控え投手でもあるが沖より経験は浅く、中学公式戦での登板経験は無い。
面倒見が良くしっかりしていることを皆から認められており、入部一月後に満場一致で主将に選ばれた。繊細な面があり、試合中自分の打席や役割について思慮を巡らせている。また煽てられたり褒められても素直に喜べない面もある。
阿部ほどではないが三橋の不明瞭な言動にはイライラしており「阿部がキレていなければ俺がキレていた」と心の中で思う場面がある。
川口市立前川中学野球部でも主将を務めており、プルヒッタータイプの「右の強打者」として主に4番を打っていた。
西浦入学当初は野球部にこだわりはなく、「監督が女」という理由で斜に構え入部をやめようとしていた。しかし百枝の実力を目の当たりにし、三橋との3打席勝負を経て入部を決めた。
田島に対して三星戦では打撃で張り合ったりしたが、その後は田島の実力を認めて力量差を感じながらも精進している。より効果的な成長を目論む百枝からは田島へのライバル意識を煽られており重圧を感じている。その後、秋期大会武蔵野戦で榛名から自身初にしてチーム公式戦初のホームランを放ち、成長しているところを見せた。
自身の女っぽい名前を気にしており、人前では「梓」ではなく「花井」と母親に呼ばせている。
芸術選択の授業は音楽を選択しておりピアノが弾ける。
初恋は小5の時。好みは英語教師。
文系で英語は得意で数学はまぁまぁだが、生物が苦手。部活帰りに塾に通っている。
マンションの8階に住んでいて、家では夏でも湯船につかる派。
くじ運が悪く、じゃんけんも弱い。
食べ物では酢の物が苦手。
西広 辰太郎（にしひろ しんたろう）
声 - 木村良平
左翼手、一塁手。右投右打。背番号10。1年3組→2年5組。2月10日生まれ、血液型はO型、170cm、60kg（※1年3学期の時点）　家族構成は祖父・祖母・父・母・妹。
チーム唯一の野球初心者。公式戦では基本的にベンチに控えて伝令や三塁コーチャーを務める。機転を利かせてチームの緊張を解いたり、相手捕手の構えの癖を見抜き投手の球種を的中させたこともあり、チームによく貢献している。
夏の大会五回戦の美丞大狭山戦で負傷退場した阿部に代わって公式戦初出場。しかし突然の実戦であったため緊張からバントを失敗するなど2打席2三振に終わり、控えに甘んじている事に内心どこかで安心していた自分に気付く。
その後、夏合宿中の練習試合では攻守で良いプレーを見せ、成長ぶりをうかがわせた。
中学時代は陸上部（中距離走）で運動神経は良い。野球マンガにはまり野球に興味を持っていたところに、同じクラスの沖が野球部志望と知り同伴する形で野球部を見学、そのまま入部した。
学業成績は優秀で特に苦手な科目は無い模様。勉強会では花井から何でも教えてくれる西広先生と呼ばれ、特に三橋と田島に勉強を教えていた。練習中、百枝や志賀から理論説明がある際には、指名されて補足説明を促されることも多く、一同からその回答の速さや正確さを感心されている。
技術選択は美術。
初恋は中1。白人系で妄想するのが好き。
百枝の指導が怖いと思っていた。
漫画好きで、幅広い大量の蔵書を愛読しており、中3の頃には野球漫画を片っ端から読んでいた。
電車に詳しい。
コミック内では「中距離選手」とも描かれているが「長距離選手」とも描かれている。
大之江 侑（おおのえ たすく）
遊撃手、三塁手、捕手。右投左打、背番号12。1年4組。1月19日生まれ、血液型はO型、165cm、55kg　家族構成は父・母・弟。
荒川シー・ブリームズ出身で田島の後輩。宮本中出身。高山、中川とは関東大会優勝、全国大会のレギュラーで同窓。将来の勉強のために甲子園常連校の実大柏の誘いを蹴って西浦に進学した。本人の将来の希望は教師か社会人野球をやってそのまま就職をすること。
自信は反射神経。
高山からは口が上手いと言われる。
高山 哲臣（たかやま てつおみ）
内野手。（一塁手・投手）。右投右打、背番号13。1年5組。2月18日生まれ、血液型はA型、171cm、52kg　家族構成は祖父・祖母・父・母・妹。
荒川シー・ブリームス出身。緑野中出身。
自信は器用なことで内野全部を守った経験がある。夢は競艇選手のため、規定以下の身長の174cmまで伸ばすと発言している。本人の希望としては中卒で競艇学校に行こうと思っていたが、親から高校は出てくれと頼まれたことで、落ちるのを前提で西浦を受験したら合格した。投手としての持ち球はスライダーとシンカー。
中川 倖大（なかがわ こうだい）
外野手・捕手。右投右打、背番号14。1年2組。11月10日生まれ、血液型はO型、168cm、57kg　家族構成は父・母・兄。
荒川シー・ブリームス出身。加茂宮中出身。
本人は飛距離にこだわりがある。かなり硬派な性格。夢は教師。
武石 槙人（たけいし まきと）
中堅手。右投右打。1年2組。OF。12月7日生まれ、血液型はA型、179cm、62kg　家族構成は父・母・姉。
前川中出身で花井の後輩。
中学時代は打点王。春の大会で唯一ベンチから外れポールボーイになったが、その後に花井から「軟式経験者はベンチが誰はいっても同じ、腐らずに練習しろ」と励ましを受けた。
井原 友亮（いはら ともあき）
右翼手。右投右打。背番号20。1年9組。5月10日生まれ、血液型はO型、165cm、58kg　家族構成は父・母・兄。
前川中出身で花井の後輩。
自信は球際に強いこと。花井のようにホームランを打てるようになりたくて西浦に来た。
古賀 永祐（こが えいすけ）
中堅手。右投左打。背番号16。1年4組。11月18日生まれ、血液型はA型、168cm、54kg　家族構成は父・母・妹。
錦中出身。栄口のシニアでの後輩。
本人曰く足は早いほう。家からの距離と夏大スレでマネージャーがかわいいとのことで入部した。守備の練習から武石と井原が春大のメンバーが外されたの悟る、背番号の意図に気づくなど頭は切れる。
片倉 脩（かたくら しゅう）
遊撃手、投手。右投右打。1年9組。背番号18。9月24日生まれ、血液型はO型、172cm、53kg　家族構成は父・母。
大間木中出身で泉の後輩。
背が高く、ひょろっとしている事から付いたあだ名は「めんぼー」。
芝原家ともども母親が西浦受験に熱心だった。
「打球に対する準備はきっちりとやる」と自己紹介した。　
芝原 崇人（しばはら たかと）
二塁手。右投右打。背番号17。1年1組。1月21日生まれ、血液型はA型、158cm、48kg　家族構成は父・母・妹。
大間木中出身で泉の後輩。
自信は選球眼。あだ名は「しんばら」。
中学時の顧問である井桁先生から「中学ン時の泉くらいの実力」はあると評された。　
中崎 辰己（なかざき たつき）
一塁手。左投左打。背番号19。1年1組。9月28日生まれ、血液型はB型、176cm、58kg　家族構成は父・母・姉。
天沼中出身。
悪送球を捌くのが好き。かなり言葉足らずなところがあり、母親にメールで高校不合格になったと誤解させたことも。本人は姉より良い高校にいきたかったが結局は姉と同じ西浦に進学した。唯一1年の中でスカウト出身ではない選手。
左投げという理由で周囲から投手への挑戦を勧めたが、性格的に向いてない理由で辞退した。
紺野 千隼（こんの ちはや）
捕手、外野手、投手。右投右打。背番号15。年2組。7月23日生まれ、血液型はA型、178cm、60kg、家族構成は父・母・姉・妹。
戸田北シニア出身で阿部の後輩。
シニア時代は外野手の控えで中3の時は投手だったが、高校ではリードを読むのが好きで捕手に志願転向。地肩が強く阿部曰く130キロも出せるが、利昭コーチ曰く「投手向きの性格じゃあねぇなぁ」と本人の前で言っている。持ち球はスライダー、チェンジアップ。
堀井 絃正（ほりい げんせい）
投手。右投。背番号11。1年5組。3月26日生まれ、血液型はO型、166cm、54kg　家族構成は母。
桜田中出身。
中学時は「チャッカマン」と呼ばれ、反射的に逆上しやすく短気な性格ゆえ試合に出されたことはなかった。その為入部できるかどうか迷い野球部を隠れて見ていた所、モモカンに捕まり三橋と似た流れで入部した。
小さい体格からオーバースローで130キロも出せるが、制球はあまり良くなく変化球は苦手で唯一の持ち球のスライダーは曲がるかどうかわからないほど。ただストレートを大事にしており、スライダー以外の変化球を利昭コーチからカーブやシュートを球種を推奨したら、フォームや肩に影響がでそうになったので止めていた。後に利昭コーチによると「こりゃ（性格）は投手向きだ」と感じ。横変化が苦手で投げ方的に縦変化が曲がると判明し、スライダーは一旦忘れるように言われ、シュートの握りのツーシームを覚え、落ちるチェンジアップはすぐに習得した。阿部の意図を読まず首を降るなど経験が浅い場面が多い。
モモカンから堀井の母校である桜田中の島田先生へ電話で、堀井をおしつけちゃう形での入部になった事へのモモカンに感謝した。
母子家庭で母親は看護師をしている。
篠岡 千代（しのおか ちよ）
声 - 福圓美里
マネージャー。右投右打。遊撃手。1年生→2年6組。
愛称は「しのーか」「しのちよ」など。優しく気配り上手で、誰に対しても明るく屈託なく接する。
制服を見ただけで学校名が分かったり、各大会の試合データを自分から進んで調べたりと情報通。情報収集は迅速かつ正確で、部員全員から感心され信頼されている。対戦校の詳細なデータを纏めるのに睡眠時間を削ったりと、野球にかける情熱は選手達に劣らない。部員のことも下の名前、誕生日、住所に至るまで把握している。
男子部員たちとは恋愛する雰囲気になれないと語ったことがある。実際は阿部に片思いをしており、部内を変な雰囲気にしないために自分の気持ちを隠している。しかし、阿部の（あくまで普段どおりの）三橋に対する過保護やぶっきらぼうな物言いに困惑することも少なくない。
阿部、栄口と同じ中学出身。中学ではソフトボール部で遊撃手だった。卒業後に祖母の介護のため母親の実家に引越し、高校には電車で通学している。
高校野球に憧れてマネージャーになろうと第1話の時点でグラウンドに行ったが、百枝の甘夏つぶしとケツバットに怯んでその日は帰ってしまった。その後一晩考え通した結果、疲れで思考力が低下すると共に恐怖心がなくなったことで翌日に入部した。2年次はマネージャーを増やそうと1年に勧誘するよう呼び掛けていた。
百枝まりあ（ももえ まりあ）
声 - 早水リサ
監督。左投左打。
あだ名は「モモカン」。西浦の卒業生で、卒業後は看護師の学校を出ている。教員免許は所持していない。
選手達のやる気を引き出す力、指導力・統率力に優れ、硬軟織り交ぜた言動には有無を言わさぬ説得力がある。
ノックはキャッチャーフライを垂直に上げられる腕前で、球速は肩を作らなくとも時速120キロメートル以上を出し、変化球はスクリューを投げることが出来る。
ビルの窓拭きのアルバイトではモップに5キログラムの鉛を仕込み今も体を鍛えている。甘夏を片手で握り潰せる握力の持ち主で、相手の頭部を握る「自力金剛輪」は部員へのお仕置きとしてしばしば繰り出される。若く容姿端麗で巨大なバストを持ち、野球を離れた観点からも他校の注目を集める。
長打力のないチームのため、犠打や盗塁、進塁打を重要視するスモールボールを主な戦術としている。采配も上手く、選手からの信頼は厚い。
試合中のチャンスや部員の成長ぶりを感じたときなどに身震いする癖がある。
小学校で少年野球を、中学でソフトボールをやっていた。高校では軟式野球部のマネージャー。練習でノックを打ったり打撃投手もやっていたが、3年時は部員が本人と選手1人の計2人という状態で、軟式を硬式に登録し直すなど部活動継続のために動いたものの、結局最後の公式戦には出られなかったという。
その後数年を経て、志賀に協力を依頼し改めて硬式野球部を創部。監督に就任した。部員達を本気で甲子園に連れて行こうと、アルバイトの給料や200万円の貯金を野球部につぎ込んでいる。学生時代や私生活を自ら語る場面はないが、先述した軟式時代の部員は亡くなったことが判明している。
「アイちゃん」という犬を飼っており、散歩がてら部活に連れて来ることも。
志賀 剛司（しが つよし）
声 - 室園丈裕
野球部責任教師。家族構成は妻・息子・娘。
あだ名は「シガポ」。モモカンに頼まれて2人で硬式野球部を立ち上げた。担当教科は数学で担任は持っていない。普段は数学準備室という部屋に常駐している。
自ら野球は詳しくないと言うが、講習会などへ行って勉強しており、メンタルトレーニングや栄養学・運動の科学的考察に造詣が深く、部員達にトレーニング理論を説く。本題に入るまでの前振りが長いため、部員たちからまどろっこしいと思われることがある。
篠岡と共に部員の心身のケアを担当している。阿部が膝を負傷した際は、応急処置を手際よく適切に施した。

### 応援団
初の公式戦を迎える西浦野球部のために、部員と縁があった浜田が中心となって私設応援団を結成した。正式な部活とは認められていないため、授業がある平日の試合に公欠をとって応援に向かうことは許されていない。初公式戦の時点では演奏担当を含めて5人だけだったが200人近くの生徒を集め、その後チアガールが加入するなど順調に活動を続けている。
浜田 良郎（はまだ よしろう）
声 - 私市淳
団長。1年生。
泉の中学野球部時代の先輩で、三橋が山岸荘に住んでいた時の遊び仲間。当時グラブを持っていなかった三橋に自分には小さくなったものを譲り、野球の楽しさを教えた明るく行動派の性格。
三橋、田島、泉と同じクラスだが、出席日数不足で留年していて歳は1つ上。そのことは分かっても泉らは敬語は使っていないが、花井は「浜田サン」と敬語を使うようになった。留年の理由を表向きは「馬鹿（学力不足）」としているものの、実際には別の事情であることが示唆されている。
肘の故障により野球を断念したが、自ら中心となって応援団を結成した。他の生徒と一緒に練習の手伝いをすることも有る。
裁縫が得意で横断幕や腕章も自身の手製である。
同級生の越智（ダンスサークル「COPERNICUS」所属で、友井達の先輩部員）によると父がリストラされ、彼以外の家族は父の本家がある九州へ行き、1人暮らしでバイトをして学費を稼いでいる。
梅原 圭介（うめはら けいすけ）
声 - 疋田高志
リーダー員。2年生。
1年時は浜田、梶山と同じクラス。浜田の留年の理由を「汚れた過去」と評した。
梶山 力（かじやま りき）
声 - 阪口周平
リーダー員。2年生。
1年時は浜田、梅原と同じクラス。眼鏡をかけて顎髭をたくわえている。
友井 紋乃（ともい あやの）
声 - 矢作紗友里
チアリーダー。1年生。
篠岡の友人で、ダンスサークル「COPERNICUS」所属。踊りたいという理由で小川と共にチアガールを志望し、四回戦から応援に加わった。
パーマがかった色の薄い髪をしている。得意なダンスは、ヒップホップとジャズ。
小川 美亜（おがわ みあ）
声 - 佐藤朱
チアリーダー。1年生。
友井と同じく篠岡の友人で、「COPERNICUS」所属。四回戦から応援に加わった。
長めの黒髪を後ろで纏めている。得意なダンスは、ヒップホップとブレーキン。
深見 智花（ふかみ ちか）
声 - 高本めぐみ
吹奏隊員。大太鼓担当。2年生。
公式戦初戦から応援に参加している。専門の楽器はピアノとサックス。
松田 佳之（まつだ よしゆき）
声 - 細谷佳正
吹奏隊員。トランペット担当。2年生。
公式戦初戦から応援に参加しており、眼鏡をかけている。専門の楽器はピアノとトランペット。
野々宮 祥子（ののみや しょうこ）
吹奏隊員。トランペット担当。1年生。
四回戦から応援に加わった。黒髪のポニーテールで眼鏡をかけている。専門の楽器はユーフォニアムとトランペット。

### その他の生徒、教員
小川（おがわ）
西浦高校教頭。
4回戦を観戦中に浜田と対面。去年留年していた浜田が応援団長として活動する姿に感動して泣いていた。5回戦のテレビのゲスト席に登場。緊張しながら解説をしていた。
越智（おち）
西浦高校ダンス部。ダンス部のヒップホップグループ、「COPRNICUS」所属。2年生。友井と小川の先輩。
モデルをやっている細身の美人で、後輩からも毎日みてて飽きないと言われている。日焼けしないために夏は日傘を付けている。浜田とは留年して不真面目な浜田のことが好ましくなく、友井と小川が浜田に係わることを良く思ってない。部活に真面目に取り組んでおり、チアで友井と小川が疎かにしたら私が許さないと発言しているが、逆に友利には抱きつくなど甘い。
友利（ゆうり）
西浦高校ダンス部。ダンス部のヒップホップグループ、「COPRNICUS」所属。
金髪でロング。優しい性格らしいが越智が言うには甘い性格。後輩の友井と小川や越智に好かれている。

### 家族
三橋 尚江（みはし なおえ）
声 - 半場友恵
三橋廉の母。西浦の卒業生で、埼玉大学教育学部准教授（廉4歳当時）。
のんびりした性格で、三星で息子がヒイキやいじめに遭っていた事には全く気づいていない。また、しばらく離れて暮らしていたこともあってか、まだ息子が可愛い様子。朝が苦手で、息子の通学準備が終わったら二度寝している。
夏大会開幕前日に電話をかけてきた花井の母と親しくなり、誘い合わせて入場式を観覧した。その数日後、6人の保護者と一緒に桐青戦を観戦。以降は父母会の一員として野球部の活動に協力しており、陰から廉を支えている。高校野球の観戦にあまり詳しくない。
幼少期に父親を、高校3年の時に母親を亡くしている。夫とは大学の交流会で出会い交際するが、玲一の父から「事情はともかく一人暮らしの女なんかを嫁にとれるか」と猛反対されたことに玲一が怒り、玲一と共に駆け落ち婚をした。
三橋 玲一（みはし れいいち）
声 - 三木眞一郎
三橋廉の父。学校職員をしている。温和で優しい性格。昔は髪を伸ばしていた。
父親は三星の理事長。尚江との結婚を認められなかったため、駆け落ちで結婚した。廉が小2の秋の頃、廉の帰りが遅くなったときはすごく心配し、廉が姿を見せた時は涙を浮かべながら抱きしめ安堵した。
花井 きく江（はない きくえ）
声 - 橘U子
花井梓の母。ハキハキとした明るい性格で、保護者たちの中心的存在。
毎年県大会の結果を調べてはトーナメント表に線を引いて楽しんでいる熱烈な高校野球ファンである。一発で新聞のスポーツ欄を開けることができる。息子が小学生の頃から野球をしていたので観戦にも慣れている。
息子には素っ気ない態度されているが息子が高校に入ってから話す機会が増えた事を喜んでおり、百枝に感謝を伝えるとともに、野球部の父母会を正式に作って部活動に協力したいと申し出た。
百枝の高校時代に興味を持っており、いずれ飲み会を企画して当時のことを聞いてみようと思っている。
花井 飛鳥（はない あすか）、花井 遥（はない はるか）
声 - 矢作紗友里（飛鳥）、清水彩香（遥）
花井梓の妹。双子。息子しかいない三橋の母親からかわいいと表された。クラシックバレエに打ち込んでいる。得点の際に校歌が流れないことを疑問に思うなど高校野球に詳しい。
巣山 英子（すやま えいこ）
声 - 村井かずさ
巣山尚治の母。桐青戦で応援に来た際、息子が怒るからと客席から声をかけるのを躊躇していた。眼鏡をかけている。
巣山の父
名前不明。美丞戦は夏休み前倒しで観戦しにいった。
水谷 きよえ（みずたに きよえ）
声 - 森夏姫
水谷文貴の母。結構若い見た目。
泉 恵子（いずみ けいこ）
声 - 木内レイコ
泉孝介の母。
泉の兄
泉孝介の兄。20歳。四市大会の後、審判の講習会をした。
沖 久美子（おき くみこ）
声 - 恒松あゆみ
沖一利の母。他の保護者と一緒に桐青戦を観戦した。
田島 美輪子（たじま みわこ）
声 - 石塚理恵
田島悠一郎の母。42歳で彼を出産。日傘と手袋を用意して試合の応援に来ている。5人の子を産んだということで、他の母親達に感心された。
阿部 美佐枝（あべ みさえ）
声 - 湯屋敦子
阿部隆也の母。兄弟の試合日が重なると旬の応援に行くことにしている。よって桐青戦は観戦に来ていない。花井の母同様観戦に慣れている。美丞戦で負傷退場した際は青ざめていた。隆也が偏差値が普通の西浦に入ったため、旬には西浦よりも偏差値の高い春日部市立にいかせたいと思っている。
阿部 隆（あべ たかし）
声 - 檀臣幸
阿部隆也の父。西浦高校OB。給排水設備会社社長をしており、着用している作業着には阿部メンテナンスと書かれている。からかい半分でよく息子と野球について言い合いをしている。隆也同様声が大きく、初対面で三橋は萎縮してしまったがおおらかに接した。旬の進学先は特にどこでもいいらしく、西浦を押していた。
阿部 旬(あべ しゅん)
声 - 梶裕貴
捕手、外野手。右投右打。3年生。
阿部隆也の弟。兄弟が小さいうちは同じチームは良くないという教育方針から、兄と違うボーイズチームの川口イーグルスに所属している。名門荒川シー・ブリームス元4番の田島を尊敬している。正月時には進学先は特に決めてなく、男子だらけの春日部市立もいいと考えている。
栄口 和花子（さかえぐち わかこ）
栄口勇人の姉。城彩大学文学部日本文学科2年生。美丞大の試合を弟と観戦。栄口の得点の際はかなり興奮していた。漫画投稿に打ち込んでいる。
栄口 幸裕(さかえぐち ゆきひろ)
遊撃手。右投左打。
栄口勇人の弟。
栄口の父
栄口の父親。作中未登場。桐青戦の時は九州に出張中で息子に鶏肉を送っていた。
西広 かずみ（にしひろ かずみ）
西広辰太郎の母。パートで働いており、知っている母親がいないこともあって観戦にはもう一歩踏み出せないでいる。夫婦共に漫画好きで家に多くの漫画本を持っている。
西広の妹
名前不明。幼稚園児ぐらいの年齢。
篠岡 悦子（しのおか えつこ）
篠岡千代の母。大柄。母親の介護をしており家を空けられないので観戦には来ることができない。高校時代は野球部のマネージャーで、その事が篠岡がマネージャーになるきっかけになった。
百枝 利昭（ももえ としあき）
百枝まりあの父。工作機械メーカーの営業職をしている。
主に三橋の投球指導のために西浦高校野球部コーチに招かれた。周到に準備したビデオカメラやタブレットなどを使用して理路整然と三橋の投球を分析、指導する。三橋の"まっすぐ"を初めて見た時には、高校の時に対戦したピッチャーの投げるストレートと似ていると感じていた。
東京の私学強豪、斉徳高校出身で、スパルタの中で甲子園に投手として出場した経歴を持つ。まりあが西浦高校監督になることに反対していたが後に認めた様子。大学時代に肩を壊して投げられなくなっため、怪我はさせない指導している。
かつてはまりあが所属していた少年野球チームの監督を務めていた。左投左打。

## 桐青高校
桐青高校（とうせいこうこう）は主人公たちが高校に入学する前年度に夏の甲子園へ出場した強豪で、キリスト教系の私立中高一貫校。得点時は校歌ではなく讃美歌が歌われる。高等部は県内外幅広くスカウトを行っており、中等部軟式野球部はそこまで強くなく、高等部野球部での内部進学組は少ない。古くからの慣習により、下級生はレギュラーでも2桁、上級生は控えでも1桁の背番号を付けている。また、夏の大会で毎年レギュラーに1人は1年生を入れるので、阿部にはそこが隙と言われた。試合では打順に関係なくバントやスクイズの安定策や、盗塁やエンドランなどの博打など多彩な攻撃をしてくる。ユニフォームは白に青で帽子のマークはDではなくTとSの筆記体を合わせたもの。キリスト教系の学校、中高一貫校からモデルは聖望学園と思われる。
2年前は呂佳達の代で北本青陵に4-5で1回戦敗けを喫している。春季県大会で勝ち進んでBシードに入り、夏の県大会二回戦では西浦高校と対戦。初回は三橋を打てず球を見ることに専念し、中盤からは " まっすぐ " を捨てカーブを狙って接戦に持ち込み終盤にヒットエンドランの連発で逆転するも9回表に再逆転される。9回裏に三塁までランナーを進めるも泉と花井のファインプレーで阻まれ4-5で初戦敗退。作中では2人以上マネージャーがいるのがわかり、彼女達の折った千羽鶴は河合から花井に手渡された。毎年夏は兵庫で強豪校と試合を組んでおり、甲子園で高瀬と利央は西浦と再会。秋大会では県大会に出場。
河合 和己（かわい かずき）
声 - 花輪英司
捕手。右投右打。背番号2。3年生。
主将。呼び名は「和さん」。名実ともに桐青の守備の要で投手を立てるリードをする。打撃はほとんどが流し打ちで長打を出せる広角砲。送球も肩が強く、本気を出すと牽制の癖をわかっていた田島からもギリギリと評した。短髪で頬にえくぼがある。
西浦戦では5番で出場し、三橋の“まっすぐ”の特異さにいち早く勘付いた。
引退後は島崎達から「後輩をシゴくのは上の義務」と言われたものの、進学の選択肢を広げるために参考書を買い込み予備校に通っている。しかし現在も野球に対する情熱はくすぶり続けており、部に戻るとその思いが溢れてしまうのを憂い、あえて野球に距離を置いてるが西浦対美丞大狭山の試合に予備校をサボって観戦に訪れていた。試合中に不穏な動きを見せている呂佳を不審に思い、試合後に美丞の捕手の倉田に対し忠告した。試合後は負けても一生引きずる傷じゃないとし、練習に顔を出すようになった。
ファミレス時に会計を1円単位まで計算出来る特技を持っている。
高瀬 準太（たかせ じゅんた）
声 - 杉山紀彰
投手。右投右打。背番号10。2年生。
桐青の2年生エース。呼び名は「準太」。西浦戦では7番で出場。髪が長く瞳が大きい。
スリー・クォーター気味の打たせて取るタイプで球速は1試合通して時速130キロメートル台。コントロールは普通だが120球投げてもバテないなどスタミナはかなりある。変化球はシンカー、スライダー、フォークボール、シュートの4つ。
最大の決め球はシンカーで、鋭い変化は田島に高校野球のレベルを思い知らせた。ただ本人はすっぽぬける感覚により苦手。フォークは右打者に対する決め球だがカウントを稼ぐ時にも投げるが西浦戦では雨で三橋にデッドボールを当てたため4回から使用せず、スライダーは基本的に打ち取るかカウントを稼ぐ時に投げる。他にシュートも投げるが、本人曰く金属バット相手では問題にならないレベルで、投げるのは河合が打者の力をはかりかねて直球の代わりに保険として投げるだけ。実際に見た田島も打席に立たないと分からない程度の変化で直球とタイミングが変わらないと感じた。
背番号のシワの寄り方で田島に牽制球の癖を見破られ、西浦戦では走られ放題になった。
試合中は常にポーカーフェイスだが、初戦ということもあって西浦戦では緊張して普段よりも態度が硬くエンジンのかかりも遅かった。表情豊かな三橋に思わず吹き出しそうになっている。
試合後は練習をサボるようになり、利央が河合に注意してほしいとメールしていたが、その後河合から励まされ、甲子園に来た際は三橋の表情を見て笑うなどいつも通りになっていた。
島崎 慎吾（しまざき しんご）
声 - 日野聡
二塁手。右投右打。背番号4。3年生。
西浦戦では3番で出場。呼び名は「慎吾」。金髪。阿部曰く桐青で最もいやらしい打撃をする選手で、器用に左右へ打ち分ける。水谷の打球を横っ飛びで捕りゲッツーを成立させるなど守備力も高い。
西浦の試合前練習を見て河合に「手を抜く気はないがやりにくい」と言い、敏感に反応した下級生達を見た河合にたしなめられたが、「負ける気しないだろ？」と囁いた。引退後は山ノ井達と後輩をしごいており、河合にも来るよう伝えてた。
青木 毅彦（あおき たけひこ）
声 - 細井治
遊撃手、三塁手。右投左打。背番号14。2年生。
西浦戦では4番で出場。呼び名は「タケ」。頬が反っている。前年度の1年生レギュラーで8番サードとして甲子園の土を踏んでおり、阿部の推測では桐青一の素材。夏大会後は新チームのキャプテンになった描写がある。
振り回すタイプの打者で打率は高くないが、三橋の球を軽々と場外へ飛ばす長打力を持つパワーヒッター。またバスターを決めるなどただ振り回すだけでない。西浦戦では9回一死一、三塁で打席に立ち三橋のまっすぐをなんとか外野に運ぶも泉と花井の好プレーでスリーアウトになり最後の打者になった。
真柴 迅（ましば じん）
声 - 山本泰輔
三塁手、遊撃手。右投左打。背番号17。1年生。
今年度の1年生レギュラー。呼び名は「迅」。眉毛が細く平目。西浦戦では俊足を買われて1番に抜擢された。それまでは公式戦で代打1打席のみだった。
最初は三橋をナメてかかるが三振して1番としての仕事を果たせず、監督に雷を落とされたこともあり本気になる。百枝曰く「バントしてから一塁への走り方を知っている」とのこと。足が早いだけでなくバントや走塁の技術も高い。ストレートには滅法強い(島崎によると)。監督のカミナリにびびっている。
仲沢 利央（なかざわ りおう）
声 - 宮野真守
捕手。右投右打。背番号18。1年生。
呼び名は「利央」。西浦戦ではベンチ入りし、監督の指示をサインで伝えていた。
高瀬攻略に活躍していた田島に興味を示し、試合後に携帯のメールアドレスを交換。その後エールを送った。
河合と高瀬とは中学部からの付き合いで仲が良く、特に高瀬にはよくいじられている様子。
美丞大狭山高校野球部のコーチをしている兄の呂佳が自分ではなく榛名を美丞に誘い、榛名がそれを断ったのを根に持っているのか彼のことを快く思っておらず、春季県大会で武蔵野第一の試合を観戦した際には榛名の投球を少し見ただけで普通と言ったり、彼の全力投球を町田が捕れなかったのを見て美丞ならマシな捕手と組めたのにアホだ、と内心毒づいたりしていた。選手としては能力は不明だが、186cmとかなり体格がある。阿部によると同じくベンチ入りしてる2年の捕手が腰を痛めているで、新チームのレギュラー捕手になると言われている。しかし夏の兵庫での練習試合ではBチームに入れられてた。
　秋大会本戦の抽選会では青木と共に登場。実力が上のARCと千朶が潰し合わないか等考えていたが、その後に西浦が千朶の相手になったことに驚いた。
自身は美丞大狭山に一般入試で入ろうとしたが、成績を理由に呂佳にやめさせられた。
父は日系ブラジル人、母はヨーロピアンと日本人のハーフで、人種的にはクオーター。名前の由来はブラジルのリオ・デ・ジャネイロ。髪と目の色が黄色(田島曰く面白い色)。
前川 俊彦（まえかわ としひこ）
声 - 林勇
右翼手。右投左打。背番号9。3年生。
西浦戦では9番で出場。あだ名は「前チン」。そばかすが特徴。カットしようとしたが犠牲フライになり偶然ながら最初に三橋の“まっすぐ”を捉え、結果的に阿部を惑わせた。しかしゴロを打つ指示だったためその後フライをあげたことに監督に雷を落とされていた。
松永 雅也（まつなが まさや）
声 - 新垣樽助
外野手。右投右打。背番号7。3年生。
西浦戦では2番、左翼手で出場。
三橋からはストレートの軌道が最後までわからずヒットを打てなかった。
本山 裕史（もとやま ゆうじ）
声 - 飯田浩志
一塁手。左投左打。背番号3。3年生。
西浦戦では6番で出場。
細顔で長身。三橋からはカーブを上手く打ってヒットにした。
山ノ井 圭輔（やまのい けいすけ）
声 - 伊丸岡篤
外野手。右投右打。背番号8。3年生。
糸目。呼び名は「ヤマちゃん」「ヤマサン」。西浦戦では8番、中堅手で出場。試合中にもかかわらず、高瀬の三振姿を物真似したりと高瀬からは緊張感のない人と思われている。打球のほとんどが内よりの球の流し打ち。そのため外角を攻められたが西浦戦では結果流して2安打を放った。
高島（たかしま）
背番号5。3年生。
三塁コーチャー。
グラブが動かなかったことを見抜き、真っ先に三橋のコントロールの高さに気がついた。
倉田（くらた）
背番号6。3年生。
一塁コーチャー。
峰（みね）、満（みつ）
どちらも投手。
眼鏡を描けたほうが背番号1。河合は峰をちゃん付け、満を高瀬と同じく名前呼びにしてたので峰が背番号1の方で3年生、満が1、2年生と思われる。
美丞戦で河合の台詞に登場。峰は持ち上げると調子に乗りやすく、満は打たれるとカッカする短気な性格の投手であることがうかがえる。
桐青野球部 監督（とうせいやきゅうぶ かんとく）
声 - 相沢正輝
円陣の際に選手達を罵声に近いやり方で選手を叱咤激励し、監督の指示通り動けなかったりするとカミナリを落としたりと怖い印象だが、采配ミスを選手には責めずに自分の責任と感じたりと選手達の気配りをしたりと選手達から慕われている。当作品に登場する監督の中で唯一、担当声優以外でのプロフィールが明記されていない。夏は毎年同じ大学出身の監督に掛け合わせて、兵庫で3校の強豪と練習試合を組んでいる。

## 崎玉高校
崎玉高校（さきたまこうこう）は西浦と同地区にある県立農業高校。夏の県大会三回戦での西浦高校の対戦校。部員11名で3年生は1人だけの下級生が中心のチーム。監督は野球素人で攻守共に粗さが目立つが、投手の力と「10割バッター」佐倉の勢いに乗り勝ち進んできた。なお、昨年の大会は部員不足で出場していない。後述の石浪が怪我をしていたため夏は10人しかいなかった。秋の4市大会で西浦と再戦し、リベンジを果たした。
佐倉 大地（さくら だいち）
声 - 福原耕平
捕手、投手、右翼手。右投右打。背番号2。1年生。
西浦戦では5番で出場。呼び名は「大地」。初戦で決勝打を含む6打数6安打5打点、二回戦ではサヨナラ場外本塁打を含む4打数3安打。その打力は彼が打つことを前提としてその前に打率の高い者を並べた打順にも表れている。
生真面目で自分や周囲の言動ですぐに「自分の心は汚れている」と嘆く。周囲からは好かれており、打撃と共にチームの軸となっている。
西浦戦ではチームの精神的支柱となっていることを阿部に見抜かれ、崎玉全体の士気を削ぐ意図で徹底して敬遠されてしまう。最終打席だけは勝負してもらえたが凡退に終わり、もっと一生懸命野球をやる事を決意。
捕手としては強肩で、田島が盗塁を仕掛けるも無理と判断し送球中に帰塁するほどだが、打者がバントの構えをしていると油断して送球が遅れる。また、牽制が好きでアウトに出来ないようなタイミングでもバンバン投げるが、作中では1度もコントロールミスが無い。一方でリード能力はほぼ皆無で、バッテリーを組む市原には「自分の好みを全く覚えない」と頼りにされず、阿部には「役立たず」と評されたが、4市大会では成長した所を見せた。長打力も高くサヨナラ場外ホームランを撃つなど強肩強打で体格にも恵まれており百枝から評価はかなり高いが、頭脳の高い捕手の阿部には所詮才能だけでやっている選手と思われている。
小学生時には少年野球をしていたが捕手経験は無く、高校入学後に始めた。中学時代は野球部が無く、サッカー部に所属していたが、進学した崎玉高校にはサッカー部が無いため、再び野球部に入った。
市原 豊（いちはら ゆたか）
声 - 小田久史
投手、右翼手。左投左打。背番号1。2年生。
西浦戦では9番で出場。呼び名は「イッチャン」。
右翼手からコンバートされ半年前から投手を始めたばかりで、フォームも固まっていない。ストレートは120キロ中盤で変化の大きいスクリューボールを投げるが、腕を捻った投げ方で肘に負担がかかるため決め球以外に使うことは少ない。
投球の組み立ては自身が考えているが、自分の好みを全く覚えない大地に対し「捕手としてもっと頼れたら」と思っている。
勝利への意欲が強く、ミスに甘い小山のやり方に反感を持っていた。
　4市大会では球速は変わってないがフォームが固まって安定感が増し、新たにカーブを覚えた。
小山 大樹（おやま ひろき）
声 - 藤原勝也
遊撃手。右投右打。背番号6。3年生。
主将。西浦戦では4番で出場。崎玉唯一の3年生。呼び名は「タイさん」。
監督が野球素人のため、他の選手への指示は自身が考えてサインを出している実質的な指揮官。チームの中では同点打を決めるなど打力はそこそこだが牽制死するなど荒さも目立つ。
かつて野球部員が何人も辞めていったことから、現在の部員に対して甘く接するようになってしまった。大会に出場できた事に対して、現存の部員に大きく感謝している。試合中に市原に真意を吐露された後は、西浦の打順変更の真意に気が付くなど思策が冴えるも時既に遅かったが、試合最後まで部員を鼓舞し続ける。
西浦との試合後、帰りの電車で偶然西浦野球部と乗り合わせ、練習試合を申し込んだ。
　4市大会では三塁審判として登場。
沢村 真人（さわむら まさと）
声 - 金野潤
一塁手。右投右打。背番号3。2年生。
西浦戦では8番で出場。呼び名は「沢さん」。
サードからの送球を前に出てカットするなど西浦の追加点を防ぐ好守備を見せた。
原田 玲一（はらだ れいいち）
声 - 高橋研二
二塁手。右投右打。背番号4。2年生。
西浦戦では7番で出場。
杉田 亨（すぎた とおる）
声 - 佐藤拓也
三塁手。右投右打。背番号5。1年生。
西浦戦では2番で出場。呼び名は「杉」。
佐倉と同じ一年生で、スクリューの多投で市原の肘のアイシングを手伝ったりしていた。
古沢 淳（ふるさわ あつし）
声 - 井口祐一
左翼手。右投右打。背番号7。2年生。
西浦戦では3番で出場。4市大会ではショートにコンパートした。
上村 良一（かみむら りょういち）
声 - 松尾大亮
中塁手。右投右打。背番号8。2年生。
西浦戦では6番で出場。呆然としていた佐倉のプロテクターを外すのを手伝っていた。
田中 光照（たなか みつてる）
声 - 赤羽根健治
右翼手。右投右打。背番号9。2年生。
西浦戦では1番で出場。眼鏡をかけている。
石浪 智也（いしなみ ともや）
右翼手・捕手。右投左打。背番号9。1年生。
呼び名は「トモ」。6月にアキレス腱を切り、大会直前にもう一度切って夏の大会中は入院していた。4市大会での西浦戦では右翼手として出場していたが、4回裏途中から捕手として出場する。
身長は低いが長打力が有り三橋から本塁打を放った。ただし自他ともに認める鈍足である。試合終了後にファミレスで西浦と食事をともして同じく身長の低い田島に対して本塁打を打てるとアドバイスした。
嶋村 雅哉（しまむら まさや）
一塁手。右投右打。1年生。背番号10。

## 岩槻西高校
毎年60人超の部員が集う県立高校。春は1回戦、昨年夏は3回戦に進出。ここ10年で力をつけてきた学校である。
2回戦で崎玉高校と対戦し延長の末、佐倉のサヨナラ本塁打で7対8で敗北した。

## 港南高校
西浦高校と4回戦で戦い6対3で敗北した。モモカンからはシードのなかで一番楽といわれておりそこまで強くないらしく、前の試合4バントを決めた田島にたいして無警戒など荒さも多い。試合は三橋に5安打に押さえられたものの集中打で1イニングに3点を手に入れていた。選手の名前は夏大終了時のスコアで判明。
谷村
一塁手。打順は1番。
西口
左翼手。打順は2番。
内藤
中堅手。打順は3番。
渡辺
三塁手。打順は4番。
小柳
捕手。打順は5番。
大沢
投手。打順は6番。途中でライトに下る。
金井
二塁手。打順は7番。
井上
右翼手。打順は8番。
伊藤
控え投手。ライトに入った大沢に代わりリリーフ。
斉木
遊撃手。打順は9番。

## 美丞大狭山高校
美丞大狭山高校（びじょうだいさやまこうこう）は美丞大学の附属校で男子校。部員は約60人。
夏の県大会五回戦での西浦高校の対戦校。2年前は準々決勝敗退、去年の夏は2回戦敗退。
県内でそこそこ強く近年力をつけてきているチームの1つだが最近は上位進出していない。理由としてはは2年前に前監督が定年で退任し、後任の滝井が大学生であるということがその1年前から噂になったことで、中学の有望選手から進学先としてはここ3年避けられているからで、強豪チームの阿部や田島の先輩も避けていた。夏大会のメンバーは投手陣を毎試合続投でやりくりしていたが、野手陣は和田をはじめ結構揃っている。またモモカンのサインを分析するなど野球脳も高い。校歌が存在し和田のホームランの際に2回歌われた。
4回戦で狭山高校をコールドで下し5回戦で西浦と対決。序盤は和田のツーランで先制しデータを駆使して有利に試合展開を進めており、途中1点差まで追い付かれることもあったが7回に捕手が田島に変わった際に百枝のベンチからのサインを解読し、9回に和田のスリーラン等4点を入れて試合を決め勝利。11-6で西浦高校に勝利した。準々決勝で日農大付属高校に4-2で敗れ敗退したもののベスト8の目標入りを果たした。
滝井 朋也（たきい ともや）
声 - 伊藤健太郎
監督。右投右打。元投手。
美丞大学文学部史学科2年。桐青中学野球部OB、美丞大狭山高校野球部OB。元々は桐青高校野球部に入る事を希望していたが、中学で肩を故障して断念。内部進学せず美丞大狭山に進んだが、そこで故障してもマネージャーとして貢献している部員の姿を見て自身もマネージャーとして入部。将来は教員免許を取得し、指導者として美丞に骨を埋めようと考えている。部員と年齢も近く明るく快活な性格。
良い選手が入部してきてくれないのは若く実績もない自分が監督なのが原因だと考えており、五回戦を突破してベスト8に入ることを現実的な目標としている。
練習では選手と仲間のように接することもあるが、試合では気が抜けたプレーや発言には厳しく対応する。倉田がベース付近で止まった際はかなり怒っていたが、内心では熱い倉田が急に腑抜けたプレーをしたことは疑問に思っていた。
仲沢 呂佳（なかざわ ろか）
声 - 浜田賢二
コーチ。右投右打、元三塁手。
美丞大学法学部法学科1年。桐青高校野球部OBで仲沢利央の兄。河合の2つ上の代に当たり、桐青が夏の大会で初戦敗退した時の5番三塁手で、今も敗退の瞬間を夢に見てうなされることがある。そこからショックで野球を止めたが、中学の同級生で、友人でもある滝井の誘いを受けてコーチに就任する。今でも部員からはなぜ大学の野球部に入らないのか疑問に思われてるほど実力は高い。
部員の食事作りを担当するなど面倒見が良いが、敗戦のトラウマからか冷血な面があり、勝利のためであれば手段を選ばない。自分の言うとおりに動くという条件付きで倉田を正捕手に推薦し、公式戦ではコーチはベンチ入りできないため、ラフプレーで相手選手を潰す指示をスタンドから出していたような描写がある。西浦戦を隣で観戦していた河合が不審に思い、それを仄めかすような指摘をすると、露骨に態度が変わり追い払おうとした。試合後に倉田からラフプレーに対する疑問を呈されても、全く反省していない様子であった。その後も倉田をつれていった病院で倉田が滝井に話すといった際も次も他の部員にラフプレーの指示をするとしたが、倉田に野球を辞めることに免じて止めるように言われたことに「お前にそんな価値…」と呆然としていた。
名前の由来は両親が新婚旅行の際に気に入ったロカ岬から。
和田 誠（わだ まこと）
声 - 肥後マコト
中堅手。右投左打。背番号8。3年生。
主将。西浦戦では4番で出場。打点王の強打者。分厚い体格からフルスイングではなく、ミートに主眼を置いた軽くスイングするバッティングを心がけている。しかし軽く振ることを意識することによってリラックスをしてスイングできるため長打力があり、三橋から2本の本塁打を放ち6打点をあげ勝利に大きく貢献した。眼鏡をかけている。矢野からは甘いと言われており、監督に注意される場面も多々ある。
倉田 岳史（くらた たけし）
声 - 樋口智透
捕手、外野手。右投右打。背番号2。3年生。
仲沢の言う通りに動くという条件付きで正捕手に推薦された。
チーム1の努力家だが以前正捕手だった宮田に比べ捕手としても打者としても劣っていると本人は思っており、チームメイトや監督からも宮田と比較される場面は多い。打撃はリードを読んで振り切り、捕手としては最悪を考えてリードするが、重要な場面で投手を優先させすぎたりする。鹿島曰く宮田と違いもりあげる話のレパートリーが野球だけ。
監督には力を伸ばしたことを認められているが、西浦戦では捕手としての判断の甘さを叱責された。
練習試合で1人、夏の県大会でも1人負傷させており、その罪悪感から高校を最後に野球を辞めるつもりでいた。西浦戦では5打席2安打。阿部とのクロスプレーに動揺し8回にショート深くへの当たりを打ったがスライディングが怖くなりベース付近で止まりアウト。その事で監督に叱られ、西浦との試合後に呂佳からのサインを河合に忠告されたことで、ラフプレーをやめると約束。呂佳にその事を伝えて後輩には同じ事をしないよう頼み、拒否した場合は滝井に今までの事を報告すると迫った。その顛末は不明だが、準々決勝の日農大との試合は出場しなかった。
矢野 淳（やの あつし）
声 - 阿部敦
二塁手。右投左打 背番号4。3年生。
西浦戦では3番で出場。あだ名は「ヤノジュン」。倉田が故意にラフプレーを行っているのではないかと疑い、次に危険なプレーをすれば滝井に報告すると釘を刺した。しかしそれは、チームや監督、倉田本人のことを思ってのことであり、西浦戦での阿部と倉田のクロスプレーは故意ではないと見抜いていた。また鹿島のノーコンぶりにも注意をしており、お調子者の和田にかわってチームを締めている。
内角が得意なコースで一発のある打者で、三橋からは3打点。また川島と難しい守備の連携プレーをなんなくこなす。
宮田 直正（みやた なおまさ）
声 - 松尾大亮
捕手、右翼手。右投右打。背番号9。3年生。
西浦戦では5番で出場。以前は正捕手で、投手を盛り上げる会話も上手だった。西浦戦では倉田の投手に対するコミュニケーションに疑問を持っており、外野から声をかけるなどしていた。倉田からはいいやつと表されており、倉田が自分より劣っていることに気づいても口にしてない。
元捕手であるため地肩が強く、初回に栄口のバックホームを防いだ。バッティングも長打力があり、他校の選手からはバッティングに専念させるためにコンパートされたと思われている。(実際は呂佳の策略で倉田に正捕手の座を取られてた)
竹之内 善斗（たけのうち よしと）
声 - 内匠靖明
投手、左翼手。右投右打。背番号1。3年生。
しかめ面。西浦戦では9番で出場。球速は130キロ台で実戦で使用する変化球はスライダー、シュート、チェンジアップの3つ。チームの実質的なエース。実力は桐青の高瀬よりは質は劣るものの、怪我持ち、ノーコンの他二人の投手よりは安定している。西浦戦では女子がいる学校には負けないと意気込んでいた。鹿島と交代した後は左翼手を守っていたが、9回裏に抑え役で再登板し1失点したものの最後を締めた。打率は1割台だが、三橋から2安打を放った。西浦戦では投球回5を投げ、被安打8、失点3。
鹿島 匠（かしま たくみ）
声 - 金光宣明
投手。右投右打。背番号10。3年生。
金髪。西浦戦では先発投手の竹之内の後を受けリリーフ登板。直球は最速が時速130キロメートル台後半で竹之内より時速10キロメートル程度速く、斎藤も含めた投手3人の中で最速。矢野曰くキャッチボールでも取るのが痛い。しかし、ノーコンでスロースターターと不安定なためエースにも抑えにもなれないが、本人は自覚しててもそれを全然気にしない豪快な性格。本人はノーコンと人相の悪さが売りと強みに表しており、巣山のバントを気迫で失敗させた。宮田曰く乗せれば竹之内よりもいい投球ができる。実戦で使用する変化球はスライダーのみだが速球好きらしくサインにたいしてよく首を降っている。監督からはレベルが変わる準々決勝からは通用しない考えられている。西浦戦では5回を投げ被安打6、3失点。
斎藤 優（さいとう ゆう）
声 - 宮崎寛務
投手。左投左打。背番号11。2年生。
半目。竹之内、鹿島を含めた投手3人の中では抑え役だが、左肩に不安を抱えており夏大時はアイシングとストレッチでだましだましやるのが精一杯。倉田は2イニングが限界と考えていたが準々決勝以降の日程を考えた滝井の意図で西浦戦は登板せず。
川島 公（かわしま こう）
声 - 入野自由
遊撃手。右投左打 背番号6。3年生。
西浦戦では1番で出場。選球眼がよく、選んだ四球の数はチーム内でダントツで得意なのは内角。内角を振る演技をするなど器用な選手で、西浦戦では"まっすぐ"を上手くバントしたセーフティ含む5打数5安打の大活躍。
石川 哲郎（いしかわ てつろう）
声 - 速水秀之
三塁手。右投右打 背番号5。3年生。
西浦戦では2番で出場。バント失敗するだけでチームメイトがどよめくほど、バント技術だけに関しては監督やチームメイトからの評価は高いが他は今一つらしい。作中ではスクイズを決め、その際クロスプレーで阿部が負傷退場した。
松下 貴光（まつした たかみつ）
声 - 藤原祐規
一塁手。左投左打 背番号3。2年生。
西浦戦では7番で出場。リーチが長くパワーは今一つで流し打ちが得意。全打席凡退した。
北村 謙太郎（きたむら けんたろう）
声 - 佐藤拓也
外野手。右投右打 背番号7。3年生。
あだ名は「ケンタ」。西浦戦では6番、左翼手で出場。2打席内野フライの後5回に竹之内の左翼手への移動によりベンチに下がった。そのあとはベンチからの指示役に回り、ストライクアウトの解読サインを送っていた。
守谷 修平（もりや しゅうへい）
声 - 松田健一郎
外野手。右投げ。
西浦戦では9回裏に左翼手で守備固めで出場。元々のライトのレギュラー。
キヨ
1年生。倉田の練習をこっそり手伝っていた。

## 武蔵野第一高校
武蔵野第一高校（むさしのだいいちこうこう）は、西浦と同地区に所属する学校。ユニフォームは黒と灰色。阿部のシニア時代の先輩である榛名がエースを務めており、以前のメンバーは弱小チームの控え出身者ばかりで毎年県大会の初戦で敗退するような弱小校(基本のキホンでは3年ぐらいは勝ってない、サッカー部の方が人気らしく、女子が応援で進学するといわれてた)だったが、三橋たちが高校に入学する前年の秋から、榛名の活躍で躍進した。
三橋1年次の春季県大会では準々決勝でARC学園に敗れたものの、ベスト8入りしたことから夏の県大会のCシードとなった。しかし阿部には「榛名のワンマンチーム」であると評されており、榛名以外に実力者はいない。部員は少なく、夏は部員は18名、秋は9名で活動している。先行作品である『基本のキホン!』の舞台でもある。
夏の県大会では五回戦で上昇株の越ケ谷中央を4-3で破り、準々決勝で春日部市立高校に5-4で延長11回で勝利する等の健闘を見せベスト4に進出したが、準決勝で再びARC学園に11-4の8回コールドで敗れた。そして秋季大会の地区予選初戦で西浦と対戦。
加具山 直人（かぐやま なおと）
声 - 古島清孝
投手、右翼手。右投右打。背番号1。3年生。
春日部市立戦では9番で出場。あだ名は「カグヤン」。気の小さい性格。昨秋からずっと背番号1を背負っている。球速は時速120キロ前後で変化球はカーブとスライダー。
新チームとなって初めて迎えた公式戦で自分より才能も実力もある榛名の投球を見て、投手としての劣等感から一度は野球を諦めかける。そのエピソードが、『基本のキホン!』で描かれている。その時は高校入学以来伸びていない身長と筋肉がなかなか付かない細身を気にしていて、榛名の体格を羨ましく思っていた。その際の50メートル走は7秒5だったが、榛名のプラシーボ効果を狙った策略で6秒台後半まで速くなった。
榛名に励まされ、秋季大会以降は3回までを全力で投げ、その後を榛名がロングリリーフするというパターンが定着している。これが確立するまで高校入学以前も含めて公式戦で勝ったことが無かった。3年夏の県大会準決勝で初めて登板機会が無かった。
球速は120キロ代で秋から10キロ上がったらしいが3回まで全力投球することに集中するあまり、丁寧すぎて打ちにくさが無かったり、走者への注意がおざなりになったりと言った欠点がある。引退後は他のメンバーとともに秋季大会一回戦の西浦戦を観戦。
榛名 元希（はるな もとき）
声 - 松風雅也
投手、右翼手。左投左打。背番号10→1。2年生。
春日部市立戦では7番で出場。野球では無名だった武蔵野が秋に躍進した原動力。2年生ながら「大会屈指の左腕」と新聞に取り上げられるなど、チームの中心的存在。
シニア時代には練習を含め下級生の阿部とバッテリーを組んでいた。これは、普段の練習で榛名の球を受けていない他の捕手が榛名の球を捕球出来なかったため。榛名の球を捕れるため、阿部はレギュラーに入ることが出来た。
プロ入りが目標で、自己管理には非常に気を遣っている。そのためシニア時代はどんな試合でも80球までしか投げず、全力投球すればいつ怪我してもおかしくないことを理由に本気を出す価値が無いと思った試合では1球も全力投球せず、阿部と対立した。
MAX時速144キロメートルといわれる（本人は「そんなもんじゃね」と、さして関心がない模様）伸びのある直球が武器で、春季県大会で突然全力投球した際は正捕手の町田でも捕球出来なかった。コントロールはアバウトで四死球も多い。持ち球はスライダーのみだったがARC戦では、全力投球を捕れない正捕手の町田を秋丸と替えたことによってツーシームとカットボールを投げている。この球でARCの打者を打ち取っていた。塩入曰く最後の本気の球はストレートは140後半を出していた。
秋大会では8割の力で投げることでコーナーをつけるようになり、球速も平均が150近くに上がり、新たに縦スライダーも習得。またストレート中心ではなく変化球も多く投げるようになった。
打撃に熱心ではなく、細かい技術はなくものの長打力が有り準々決勝の春日部市立戦では適時二塁打に決勝点となるホームランを中越えに放っている。1年秋の時点で50メートル走6秒台前半と足も速く、外野では春日部市立選でレーザービームを出した。秋大会では4番に昇格。三橋からはフェン直のスリーベースを打った。
シニア時代は制球力は無く阿部は体中打撲だらけになり、変化球も決め球にならないレベルのスライダーしか投げられなかった。2年の夏の時点でも全力投球はあまりせず、変化球もスライダーのみだが、内外への投げ分けは出来るようになっており、春日部市立戦では自ら球数制限することを止めた。
元々自己中心的な性格（あくまで阿部による評）の上に、中学野球部の監督による酷使で故障し、故障の完治後も監督は他の投手が肩を痛めているのを無視して起用し続けたため、指導者に対し強い不信感を抱くようになった。当時は荒んで野球もやめるつもりだったが、部員達のすすめでシニアに入った。加具山たちにはシニアで良い経験をさせてもらったと語ったものの、阿部の目にはチームメイトなど人間も含め全て自分の練習道具としか見なしていないように映り、阿部の投手不信の原因となった。
高校進学の際は呂佳からの美丞大狭山への勧誘を断り、監督が不熱心なことを条件の1つとして武蔵野第一に進学した。
阿部からは「最低の投手」と言われるが、三橋にとっては「スゴイ投手」+「いい人」として憧れの存在である。
作者曰く百枝と同じ顔。
秋丸 恭平（あきまる きょうへい）
声 - 石井真
捕手。右投右打。背番号12。2年生。
榛名とは幼馴染みで中学野球部でもチームメイトだった。住んでいるマンションも同じである。荒んでいた榛名が今も野球を続けているのは、シニアで阿部が榛名に正面切って付き合っていたおかげだと察して内心感謝していると同時に、当時の榛名を相手にしていた阿部に同情する面もある。
ARC戦で榛名の全力投球を引き出すために途中出場する。キャッチングに優れるが「捕球以外が三流」と評されるように捕球以外の守備や打撃は不得手としている。肩はまあまあらしいが練習不足ゆえに送球ミスを連発し、外野からの送球を走者ど当たって落とすシーンもあり、声かけも遅い。リードは榛名が首を降るので榛名中心のリード。ただ幼い頃からバッテリーを組んでいるからか少しの仕草からノーサインで捕球ができる。打撃も酷くバント一つ決めるのにチームメイトをヒヤヒヤさせている。
榛名の捕手を務める現状に満足してしまっている節があり、貪欲さに欠けることに苦言を呈される場面が多い。秋大会でも変わらずの態度で秋季大会一回戦の西浦戦では、9番捕手でスタメン出場。守備面では練習不足による送球難からランナーに走られ放題になるが、打撃面では三橋の「まっすぐ」の特性を見切り、チームメイトにアドバイスを送った。
大河 浩宣（おおかわ ひろのり）
声 - 高橋研二
三塁手。右投右打。背番号5。3年生。
主将。春日部市立戦では4番で出場。監督が野球に不熱心なため主将として攻守両方で自らサインを出しているが、監督から指示が出た場合は従っている。榛名に隠れがちだが打点も結構出しており直球に強く長打もよく出し、足は遅いものの守備でのファインプレーも多い。夏大会は結構打っている。
最初の頃は榛名と犬猿の仲でよく対立していたが、秋季大会直前に榛名の真意に影響され真面目に練習に取り組みだし、部全体の練習量も増やした。じつは一年の夏頃に宮下に告白して付き合っていてそのラブラブぶりは部員の中でも有名になっている。敗戦後、宮下に、負けたことへの詫びとこれまで支えてくれたことへの感謝を伝えた。作者曰く畠と同じ顔っぽい。秋季大会一回戦の西浦戦前にノッカーとして登場。榛名の相談にのり、激励する。
町田 祐樹（まちだ ゆうき）
声 - 疋田高志
捕手。右投右打。背番号2。3年生。
主に3番を打つ。正捕手だが、榛名の速球を完全には捕球することができない。春の大会では榛名の全力投球を捕逸してしまい、「見逃し三振による振り逃げ」を記録した。打撃力もありリードの腕も確かなのでベンチには下がれず、ARC学園戦では途中から榛名の全力投球を捕球できる秋丸にマスクを譲り左翼守備に就いたが、後に秋丸の弱点が露呈したことと相手打線を抑えるためには町田のリードが必要不可欠になったことで捕手に戻る。
榛名曰く、町田のおかげで八分目の力加減を覚えたという。
福原 圭太（ふくはら けいた）
遊撃手。3年生。右投右打。
春日部戦では9回2死から同点のセーフティスクイズを決めた。ARCの監督から褒められるほど守備力は高い。
戸塚 亜季夫（とつか あきお）
二塁手。3年生。右投右打。
ARC戦では盗塁は勇気として太田川から盗塁を決めた。
中山 周也（なかやま しゅうや）
左翼手。3年生。右投左打。
大河に隠れがちだが作中の描写では結構打っている。
佐々木 知之（ささき ともゆき）
一塁手。3年生。右投右打。
バントを多く決めている。
相馬 新太郎（そうま しんたろう）
中堅手。3年生。右投右打。
ARC戦では死球で出塁。
川崎 貴之（かわさき たかゆき）
右翼手。3年生。右投右打ち。
宮下 涼音（みやした すずね）
声 - 佐藤利奈
マネージャー。3年生。
『基本のキホン!』では榛名の片思いの相手であり、その頃から大河と付き合っている。
巨乳で強気な性格。榛名達の事情を知っている一人で、武蔵野第一が榛名を中心に動き始めた際にはチームを陰で支え続けた。
小林 和正（こばやし かずまさ）
中堅手。1年生。右投左打。
阿部から走力を警戒されたが、西浦戦ではノーヒット。
清水 克哉（しみず かずや）
三塁手、捕手。1年生。右投右打。
元は捕手だが秋丸がいるためサードにコンパ－トされている。三郷のボーイズ出身で捕手としては田島に名前が知られている実力者。三橋からはストレートを完璧な当たりで引っ張ってヒットにした。貪欲さに欠ける秋丸に苛立っている。
永井 秀貴（ながい ひでたか）
遊撃手。1年生。右投右打。
打席では活躍せず。秋丸の送球ミスをカバーしていた。
藤巻 圭吾（ふじまき けいご）
一塁手、投手。1年生。左投左打。
中学時代はエースで四番。大柄でパワーもあるが見かけによらず足も早くバントもうまい。
八木 幸俊（やぎ ゆきとし）
右翼手。1年生。右投右打。
小池 凌太（こいけ りょうた）
二塁手。1年生。右投右打。
三橋が初めてナックルカーブを投げた相手。永井とおなじく秋丸のカバーをしている。
吉沢 信也（よじさわ しんや）
左翼手、投手。1年生。右投左打。
8番ながら俊足でバントも上手い。一球ごとに状況を踏まえて行動にうつし三橋から3安打を打つなど野球脳が高い。

## 春日部市立高校
春日部市立高校（かすかべいちりつこうこう）は最近勢いがあると言われる公立校で、野球部員数は100人を超える大所帯。春大会ではセーラー服が有名の共学校だったが、いつの間にか男子校の設定に変わっていた。県内屈指の進学校で数少ない応援部が存在する。
昨年度の秋季大会では武蔵野第一と当たり、4回からリリーフした榛名から得点出来ず敗退。春季県大会では勝ち進んで夏の県大会のBシードに入り、準々決勝で武蔵野第一と再戦するも延長戦で敗退。秋大会では県大会に出場し、シード校に選ばれた。
鈴木 葵（すずき あおい）
声 - 岸尾だいすけ
投手。右投右打。背番号1。2年生。
双子の兄。武蔵野第一戦では9番で出場。アンダースローから間を空けずに早いテンポで投げ込んでくる。ストレートも変化球ぽい曲がりがする。カッカしやすい短気な性格で、勝利寸前で力むことも。
6月31日生まれで名前の由来は6月の異称「葵月（あおいづき）」から。髪の毛の色が濃い。
鈴木 涼（すずき りょう）
声 - 岸尾だいすけ
捕手。右投左打。背番号2。2年生。
双子の弟。武蔵野第一戦では7番で出場。捕手としては結構足が速く、葵とのエンドランは双子の相似魔力で他の組み合わせよりも速い。葵よりは冷静でカッカしやすい短気な葵をよくなだめてる。
7月1日生まれで名前の由来は葵と同様、7月の異称「涼月（りょうげつ）」から。髪の毛の色が薄い。
柴 有紀（しば ゆうき）
声 - 飯田浩志
一塁手。右投左打。背番号3。3年生。
武蔵野第一戦では5番で出場。顎鬚を生やしている。高橋の次を打つ打率4割の実力者で、三盗を狙える足もある。春大会ではリリーフする榛名を先発で投げれるなら投げるべきだとし、理由としてベスト16までは毎年色々な高校が出てくるが、ベスト8になると実力がぐっと拮抗すると話していた。
高橋 航（たかはし こう）
中堅手。右投右打。背番号8。3年生。
武蔵野第一戦では4番で出場。大会屈指のスラッガーと評されている強打者。武蔵野第一戦では榛名を打ちあぐねていたが終盤で榛名の速球を完璧な当たりで本塁打にした。ARCの吉田よりも通算ホームラン数が多い。試合は勝敗よりも勝負を楽しむタイプ。試合後は吉田に生涯最高のホームランを打ったしくいはないとメールを送っていた。
柴とは小学生時代から同じチーム。
小野 嵩人 （おの たかひと）
三塁手。右投右打。背番号5。3年生。
武蔵野第一戦では1番で出場。
選球眼が良い。柴と高橋とは中学からのチームメイト。武蔵野戦ではバントで揺さぶりを見せるも、9回はセカンドゴロに倒れ最後の打者になった。
森 陵太 （もり りょうた）
ライト。右投右打。背番号9。3年生。
武蔵野第一戦では2番で出場。バントがとてもうまく、作中では榛名の球をチャージしてきた大河の隣にプッシュして内野安打を決めた。
長沢 （ながさわ）
投手。右投。背番号12。
武蔵野第一戦では11回表から葵をリリーフする形で登板したが、榛名にソロホームランを被弾し決勝点を奪われた。力投派。
学年は明示されていないが、2年生の葵に敬語を使われており3年生であることがうかがえる。
橋本 仁志（はしもと ひとし）
遊撃手。右投・右打。背番号6。3年生。
武蔵野第一戦では6番で出場。
打撃では送りバントとスクイズを決めてたが、9回に送球エラーをしてしまった。
河野 祥平（こうの しょうへい）
二塁手。右投・右打。背番号4。3年生。
武蔵野第一戦では8番で出場。
全打席凡退した。
加藤 正芳（かとう まさよし）
レフト。右投・右打。背番号7。2年生。
武蔵野第一戦では3番で出場。
積極的なバッティングが持ち味。クリーンナップだが高橋、柴に繋ぐバントもする。
安達 慎也（あだち しんや）
右打。背番号14。3年生。
選手層の厚い春日部市立で打撃だけでベンチ入りしている代打の切り札。武蔵野第一戦では7番の涼の代打で出場したが、大河のファインプレーと鈍足でダブルプレーに倒れてしまう。
上倉（うえくら）
捕手。右投。背番号11。
武蔵野第一戦では11回表に捕手の涼と交代して出場し長沢をリードしたが榛名のホームランで試合を決められた。
友障（ゆうしょう）
三塁コーチャー。背番号15。名字は不明。
鈴木兄弟のエンドランが他より早いことをナチュラルエンドランと勝手に読んでいる。榛名のレーザーでタッチアウトになった際にはその後外野のどこに飛んだかに応じて判断を変えると監督に言うなどコーチャーとしてはかなり優秀。

## 日農大付属高校
3年前から選手を集めだした新鋭高校。五回戦で四強の1つの嵐山を倒し、準々決勝で美丞大狭山を4-2で下したが、準決勝で千朶高校に4-1で敗れベスト4入り。夏大会では大物はいないがバランス良くまとまったチームと表されている。秋には新グラウンドが完成されるらしく、西浦父母会からはこれから伸びるとされている。2年にいい投手がいるらしい。

## 千朶高校
千朶高校（せんだこうこう）はARCに続く実力を持った強豪。
部員は103名。ユニフォームは青。10年前までは弱小私立だったが須永監督の手腕で強豪になった。春季県大会で優勝し夏の県大会のAシードに入ったが、その後の春季関東大会では一回戦敗退。夏大会は5回戦で川越東を4-1、準決勝で日農大付属を4-1で破ったが決勝でARCに敗れ埼玉大会準優勝。秋の県大会ではシードに選ばれ1回戦で西浦と対戦。序盤は先発の1年生投手が4失点しリードを許す形になるも中盤に調子の悪い三橋から大量得点。最後にエース宮森が締め11-4の7回コールドで勝利した。
夏大会は一度もバント無しのフルスイング、強打と言われる積極的な攻撃野球がチームカラー。投手力も高く実力者宮森を中心にまとまっている。百枝曰く「攻撃と投球はこれまでとのチームはちがう」。盗塁も上手いがそれよりも意識の高い次の塁を狙う積極的な走塁、高い走塁への意識が特徴。監督は強い打者(得点率の高い打者)を3番におく「三番打者最強論」を唱えており、打点を123・456・789のグループで点取るようにしている。その中でも1、2、3番（西浦戦では岩崎、東川、櫻井）のグループが得点率が高い。
強豪校だが、専用グラウンドは存在せず、トリカゴは無理で外野ノックの時間もソフトボール部との共用で限られており、活動場所も校庭を5部活で分けて使うためかなり狭い。
「千朶」とは多くの花が入り乱れ咲く事。名前の由来は花咲徳栄高校と思われる。
桜井 騰大（さくらい とうだい）
一塁手、左翼手。右投右打。背番号3。2年生。打順は3番。
夏から3番を打つレギュラー組で、千朶の最強打者。
内外どちらも打て、長打も出せ、ボール球も打て、カットでも粘れる強打者でありポイントゲッター。足も早く三塁打も内野安打も狙える。
夏大会でのポジションは3番レフトで2ホーマーを記録。決勝で太田川のスライダーを空振りし最後のバッターとなり、試合後は号泣していた所をテレビに写されていた。三橋は1打席目は三振したものの、後の打席ではナックルカーブをためて打ったりボール球を打ったりで三塁打2本と内野安打1本を放った。
宮森 留世（みやもり りゅうせい）
投手。右投右打。背番号1。2年生。打順は9番。
夏大会では当時のエースのキャプテンとの二枚看板で準優勝に貢献。華がある顔でクールな性格。完璧主義者と呼ばれており、自分で毎試合調整をしている。
阿部から榛名よりすごいと言われる県内屈指の投手。低めに集められるストレートはかなりの回転数で垂直に回転しておりノビが凄まじく、それによって西浦の選手からは「地を這う」、「糸を引くよう」と表現された。また変化球も大きく変化をする縦のスライダー、100キロ代のスローカーブと強力。西浦戦でのストレートは130後半だが西浦相手には流して投げておりもっと早いかもしれないことが示唆している。打撃もいいらしいが、西浦戦では打順が回らなかった。
岩崎 広哉（いわさき こうや）
二塁手。右投左打。背番号4。2年生。打順は1番。
糸目とキツネ口が特徴。夏ではスタメンで出た経験がある。
かなりミート力が高く、あらゆるコースの球を痛烈に飛ばせる。西浦戦では4打席1安打だったが、三橋からは見逃し1度のみ、バットを振っての打ち損じは無しだった。そのため三橋から「どうやってアウトにできるんだ」と言われた。
東川 博務（ひがしかわ ひろむ）
左翼手。右投右打。背番号7。2年生。打順は2番。
大柄だが足は早い。三橋からは2塁打を2回打った。
前田 俊悠（まえだ としはる）
遊撃手、三塁手。右投右打。背番号5。2年生。打順は4番。
西浦戦では途中出場。
三橋からは痛烈な打球を打ったが足も早く、セカンドゴロで二塁アウトが取れない、レフトフライでセカンドタッチアップを成功させ、西浦に千朶の走塁意識の強さを見せつけた。
久保 陽輔（くぼ ようすけ）
中堅手。右投左打。背番号8。打順は5番。
185cmとかなり身長が高い。阿部曰く盗塁は上手そうではないとのこと。リーチは長いが高身長に三橋のコントロールには相性が悪く、西浦戦ではノーヒットだった。
大迫 穣（おおさこ みのる）
右翼手。右投左打。背番号9。打順は6番。
夏はスタメン経験あり。456グループのポイントゲッター。西浦戦では三橋から痛烈な打球を放つもファインプレーなどでノーヒットだった。
長谷川 康之（はせがわ やすゆき）
遊撃手。右投左打。背番号6。1年生。打順は7番。
1年で背番号1桁だが阿部から「最後までいてほしい」と言われるほど千朶の中では打撃力は低く、本人も自覚している。しかし田島の打球をダイビングでとめてトリプルプレーを成立させるなど守備力は高い。
谷嶋 誠一郎（やしま せいいちろう）
捕手。右投右打。背番号2。2年生。打順は8番。
キャプテン。監督から櫻井、宮森を差し置いてチームの要と信頼されている。
作中ではじめて田島を刺殺した強肩。送球の正確さも高い。三橋のまっすぐの特性を見切りツーベースを打った。捕手ながらナックルカーブを見切り三盗を決めるなど足がある。
指導者としての目線を持ち、埼玉全体の野球レベルを上げることを考えている。試合後花井に激励をした。
吉成 樹（よしなり いつき）
投手。左投左打。背番号10。
二番手投手。大きく決まる決め球はないがスライダー、シュート、カーブ、チェンジアップと多彩な変化球で打たせて取るゴロピッチャー。夏もベンチ入りしている。本人曰く決め球はストレート。内角もつけるコントロールを持つ。西浦戦では1失点。宮森の付けているエースナンバーを羨ましく思っている。
遠藤 貴央（えんどう たかお）
投手。右投。背番号11。1年生。
大柄な体格から130キロ代のストレートと100キロのカーブ、それ生かした緩急に実は早い高速クイックが持ち味。夏大会からベンチに入っている。西浦には先発したが滅多打ちにあい2回3失点で途中交代した。
江口 宗亮（えぐち そうすけ）
三塁手。右投右打。背番号13。2年生。
西浦との試合では4番でスタメンだったが、1打席で飯田に代打を出され交代した。夏はベンチ入りしていない。
飯田 太一郎（いいだ たいちろう）
三塁手。右投右打。背番号12。2年生。
西浦戦では江口の代打で出場。夏からのベンチメンバー。夏大会決勝ではARCのエース清田からヒットを打つなど打撃力は確かだが西浦戦の時は腰を痛めており今でも一塁到着がやっと。そのため西浦戦ではヒットを打ったあと代走に島を出され交代した。
島 亜紀史（しま あきと）
二塁手。背番号15。2年生。
西浦戦では飯田の代走で出場。足がとんでもなく早く、田島から三橋と阿部では刺すのが不可能と判断されるほど。三橋からあっさりと二盗三盗を決めた。
菅野 賢志（かんの けんし）
遊撃手。右投右打。背番号19。2年生。
あだ名はカンちゃん。生徒からの投票でベンチ入りした。夏も地区大会も出場無し。強打の千朶の中では珍しいバントが得意なバント好き。そのため出番がなかったが、西浦戦では吉成のかわりに代打で出場。外に逃げる球を一塁ラインギリギリに転がすバントで駄目押しのセーフティスクイズを決め監督に褒められた。
須永 瑛司（すなが えいし）
監督。現役時代は三塁手。
弱小だった千朶高校を、強打で10年で強豪にした監督。他校の強豪チームの監督と比べると若い。
高倉 航（たかくら わたる）
コーチ。現役時代は捕手。
監督よりは年上。千朶のOB。現役時代はグラウンドの狭さに文句をいっていた。今年は櫻井、宮森という実力者を持っているので、甲子園行きに期待している。
元キャプテン
投手。OB。ポーズの決め方から多分左投げ。
アニメにも一瞬登場。夏大会の抽選会に登場。緊張しながらシードの板を渡した。テレビ映りのために髪を剃っており、そのことをARCの吉田にわざわざメールしていたことを小杉に笑われた。夏大会では宮森との二枚看板で準優勝。西浦父母会によると投球後のウィッシュポーズが印象的だったとのこと。

## ARC学園高校
ARC学園高校（エーアールシーがくえんこうこう）は県下No.1の実力と実績を持つ強豪。西浦と近い地区に存在し四市大会にも参加している。
去年は甲子園を逃しており、主人公たちの2つ上の代にあたる3年生はここ10年で1番の不作と言われるものの春季関東大会は準優勝し、夏の県大会のAシードに入った。春は不安定だった秋春から2ヶ月で実力を伸ばし初戦、準々決勝、準決勝をコールド勝ちし決勝は千朶を倒し埼玉大会を優勝。甲子園では鹿児高校に4-1で敗れ2回戦で敗退。秋大会では予選免除され、県大会のシード枠に入った。利央によると秋の新チームでも埼玉県内では千朶との二強とのこと。四市大会は監督とエース以外の主力は関西へ遠征中のためいなかったが、1-0で崎玉を倒した。毎年エースと二軍野手のみで四市大会を優勝してるとのこと。エースを残すのは面子を保つためと言われている。
埼玉県の高校野中でも幅広く県外にスカウトを行っており、県外出身者も他のチームと比べて飛び抜けて多い。冬のキャンプを三年間で1000万かけて沖縄で行っている等、特に金をかけている。ビデオ班も存在し、保護者や指導者全体で部活以上に力を入れている。3年間野球部でがんばるだけでも推薦等で大学に行けるらしく、崎玉の沢村曰く「部活とは違う雰囲気」と表される。
チームとして「投手王国」と呼ばれるほど毎年投手陣が良く揃っており、夏大会は準決勝まで防御率平均1.00の4人の好投手陣が揃っていた。抑えに速球派投手はARCのお家芸といわれているが、全国に行くと打たれているらしい。野手は機動力を駆使した攻撃が特徴で投手含め50m走で6秒5以内で走ることがベンチ入りの条件となっている。打撃も初戦を33安打、準々決勝を22安打と高い攻撃力を持ち、夏は平均打率4割5分の強力打撃陣を備えていた。基本的に投手の立ち上がりが悪いと感じたら四球を選ぶなど、走攻守の高い総合力から合理的な戦略を行う。監督等首脳陣の育成力指導力も高く、10年で1番の不作と言われた代を甲子園出場させるまで強くした。これらの実力、実績から県下No.2の千朶よりも頭ふたつほど抜けている差を付けて、毎年「まず甲子園行き」と言われている。
名前の由来はおそらく浦和学院高校。
吉田 友成（よしだ ともなり）
捕手。右投右打。背番号2。3年生。
武蔵野戦では4番で出場。主将。あだ名は「ヨシ」。時と場所に関わらず他の部員相手に突然プロレス技をかけたりするなど、やんちゃで豪快な性格。「ビビリだから面白い」という理由で太田川を脅しては楽しんでいる。阿部もキャッチャーとしての吉田を認めている高頭脳の捕手で、4人の投手ごとにリード、接し方を変えて実力を引き出している。4番で内角ベルト高がホームランコースの強打者。長打力はあるが、実は春日部市立の高橋にホームラン数で負けてるのを心のなかで気にしており、頭の中のイメージで自慢していた高橋を地面に埋めていた。甲子園での敗退時は小杉達とグラウンドでうずくまって泣いていた。
太田川 好美（おおたがわ よしみ）
投手。右投右打。背番号18。1年生。
太い眉毛とよく見せる歯が特徴。武蔵野戦では先発投手として出場。あだ名は「オータ」。中学時代から有名で、中学3年の春からKボールで3期連続全国優勝した超高校級の大型選手。春季関東大会準決勝では神奈川県1位のチームを相手に3回を投げ無安打に抑えた。準決勝の武蔵野第一戦では8回4失点で勝利投手。また決勝戦や甲子園でもスコアボードに名前が確認される。
普段は気が小さく吉田によく凄まれたりしておちょくられているがうまくリードされている。三橋ほどではないが表情が変化しやすい。抽選会では1番のシードを取った千朶に泣きながら嫉妬していた。試合では負けん気の強さが現れ、榛名に威嚇的な表情をしたことも。
速球は1年ながら平均で時速130キロメートル台でMAXは時速138キロメートルの速球を持つ。ただ速球派投手ではなく変化球投手。スライダーとカーブが持ち球であり、スピードあり、コントロールあり、決め球ありのバランスのある投手。打撃は榛名の球をまともに飛ばせなかったがバンドだけは得意なのか上手く成功させた。
塩入 千紘（しおいり ちひろ）
遊撃手、投手。右投右打。背番号6。1年生。
武蔵野戦では3番で出場。丸眼鏡をかけている。あだ名は「シオ」。青森県から野球留学でARCに入った選手。1年生ながら守備範囲の広さを買われて遊撃手のレギュラーとなり、投手としても能力は不明だがリリーフもこなせる実力者。夏の大会2回戦時は8番だったが打撃でも頭角を現し準決勝では3番を打つようになった、打撃、守備、走塁がハイレベルの怪物1年生。阿部から「こいつを抑えない限り、甲子園には進めない」と警戒された。
武蔵野戦では榛名から3安打猛打賞。榛名のストレートをファールゾーンにホームラン級の打球にして飛ばしており、8回に榛名の渾身のストレートを右翼フェンス直撃にしコールドを決める最後のバッターとなった。
独り言や同学年の太田川と話すときなどいつもは津軽弁だが、上級生にたいしてやインタビューの際に敬語となると標準語になる。津軽弁は太田川には理解されてるが、北川と小杉はわかんねえよと頭の中で困惑した。目を開けながら寝ることが出来る。吉田曰く、体が硬いのでプロレス技が極まって面白いため隙をついたら技を決められている。
北川 章（きたがわ あきら）
外野手。右投左打。背番号7。3年生。
　頬がそっている。武蔵野戦では1番レフトで出場。俊足ぞろいのARCの中でも一番の俊足で、50メートル5秒8のリードオフマン。外角球の流し打ちを得意とする。盗塁走塁技術が極めて高く足を使ったセーフティバントも得意。三盗の方が楽なのが皆わかっていない、ステップ幅から左投げの方が走りやすいと、高度の走塁感覚を持つ。
小杉 駿人（こすぎ はやと）
二塁手。右投左打。背番号4。3年生。
　茶髪。武蔵野戦では2番セカンドで出場。普段は後輩2人の喧嘩を咎めたり、父母会の前でもプロレス技をかける吉田をたしなめる等、なだめ役に回る描写が多い。
　夏大会は結構打っており、長打も打てる今どきの2番打者。好きなコースは内角ベルト高だが、武蔵野戦では、そのことを逆手に取られ内野へのポップフライを上げる場面が多かった。榛名とは相性が悪く、春大会でも安打は出なかったが、最終打席で適時打を放ち、塩入の安打で、コールドを決める決勝のホームを踏んだ。
増田 雄二（ますだ ゆうじ）
外野手。右投右打。背番号9。3年生。
チームのなかではタレ目。武蔵野戦では5番ライトで出場。吉田と並ぶ強打者。また器用さも兼ね備える。
抽選会では対戦相手をメモするためにケータイでメールの改行をしていた。榛名曰く覇気を感じない顔。
坂巻 純平（さかまき じゅんぺい）
外野手。右投右打。背番号8。3年生。
武蔵野戦では8番センターで出場。ARCの中ではパワーは低めだが、武蔵野戦で終盤にタイムリーを放った。
田辺 友将（たなべ ともまさ）
三塁手。右投右打。背番号5。2年生。
大柄で糸目。武蔵野戦では6番サードで出場。
抽選会では1番のくじを引きたかったと嘆く。ポッチャリ型の体系だが、榛名のセーフティを難なく処理したり、夏の初戦では3塁打を2本放つなど俊敏。
松原 芳朗（まつばら よしあき）
一塁手。左投左打。背番号3。2年生。
大きい目が特徴。武蔵野戦では7番ファーストで出場。抽選会では田辺と言い争っていた。武蔵野戦までの打率は3割8分の好打者(これでもチーム打率より下)。3打席目で監督に感化されそれまで2三振ながら榛名から初球を打ってヒットにした。守備では一塁送球の際に太田川と小杉に渡すか迷ってセーフにしてしまう、大河に直接タッチしようとするがかわされると、2回内野安打を許してしまった。
高林（たかばやし）
投手。左投。2年生。背番号11。
3番手投手。武蔵野戦では太田川が崩れたとき備えてか浅い回から肩を作っていた。四市大会では5番ピッチャーで背番号10で先発。次のチームのエースと言われている。崎玉との試合では唯一打点をあげた。石浪によるとシニア出身で球に癖がなく打てば飛ぶ球質らしく、そこまで球は早くないらしい。
前山（まえやま）
投手。3年生。背番号10。
2番手投手。本格派投手。武蔵野第一はこの投手が先発すると考え速球を打っていたことから速球派でもあることがうかがえる。
清田（きよた）
投手。3年生。背番号1。
ARCのエース。準々決勝では飯能北高校相手に7回を127球で被安打8失点3で完投し、準決勝は当番せず。千朶との決勝戦に登板し、飯田にヒットを打たれていた。本格派投手。
鳥海（とりうみ）
投手。
名前のみ登場。四市大会の崎玉戦に9回から登板し抑えた。強打者の石浪からかなり速いといわれており、球が遅い高林からの継投だと目がなれずに打てないと言われた速球派投手。
最上
四市大会時の1番ショート。ここから下は二軍選手。
五十嵐
四市大会時の2番ライト。
後藤
四市大会時の3番ライト。
橘
四市大会時の4番センター。
日岡
四市大会時の6番レフト。
小林
四市大会時の7番ファースト。
加藤
四市大会時の8番セカンド。
相坂
四市大会時の9番サード。
監督（かんとく）
ARC学園の野球部監督。温和な顔つき。選手のモチベーションに上手く接することができ、伝令や言葉で太田川や松原の調子を上げさせるなど、吉田からシンプルにすごいと言われている。
準決勝では榛名のことを「Bランク」、「甲子園3番手レベル」と評価し、選手にノーデータで挑むようにしていたが試合が進むにつれ評価をあげ、試合後は「素直にウチに来てくれたら球速10キロ増やせた」と来てくれなかったことに少し落胆を見せたが、「大井北や嵐山など他の強豪校にいかれるよりマシ」「あれぐらいの選手はスカウトでお釣りが来る」と持ち直し「榛名が活躍するのは次のステージ」と評していた。

## 三星学園
三星学園（みほしがくえん）は群馬県にある中高一貫の私立男女併学制。理事長は三橋の祖父、三橋律夫。
高等部は県外からもスポーツ推薦を受け入れているが、あまり遠くから来てくれないらしい。中等部の野球部は三橋の代は負け続けていたが、その前の代も部員不足で今年で廃部になったとのこと。高等部の野球部は専用グラウンドがあり他県に遠征に行ったり夏は群馬大会を初戦コールド勝ち、前橋栄徳に敗れ準々決勝敗退(ベスト8)と、それなりに強い。
組名に「蔦」「楓」「芹」と植物名を冠したり、指定防寒着がトレンチコート等の特色が見られる。
叶 修悟（かのう しゅうご）
声 - 大須賀純
投手。右投右打。背番号19。1年生。
三橋の従姉妹・瑠里の家の向いに住む、三橋の幼馴染。小学生時は女子に嫌われるタイプのガキ大将で中等部入学式の時に会った際は瑠里にかなり嫌な顔をされた。
中学時代は三橋の「ヒイキ」により控え投手だったが、三星で唯一三橋の実力を認めていた。
三橋の9分割の制球やそれに至る努力、マウンドへの執着心などに劣等感を持っていたが、西浦戦ではチームメイトに自分が三橋より上だと思うなら勝たせて欲しいと熱くなった。
実戦で投げる変化球はチェンジアップとフォーク。決め球はフォークだがバッテリーを組む畠の捕球がおぼつかないため普段は落差を抑えて投げており、大小2種類のフォークを投げ分けられる。球速は西浦戦の時点では阿部の目測で120km/h程度、巣山は中学3年間控えだったわりにはマウンド捌きも落ち着いていると感じた。三橋にとって「ある意味憧れの投手」で、阿部も対戦時に投手としての雰囲気が有ると感じた。夏の県大会でも初戦で1年生ながら登板して1回を無失点で抑えた。
中学卒業前には三橋がチームメイトから疎外された状態で投げ続けていたことを「野球じゃない」と言い、三橋に高校でも野球を続けるよう諭した。
中学での三橋とのわだかまりも対戦後少し解消したようで、互いの夏大初戦後にはメールの文面でだが昔のように名前で呼び合うようになった。三橋からのあだ名は「修ちゃん」。
正月に帰省した三橋と再会。本気を入れて寮生活を始めた。
畠 篤史（はたけ あつし）
声 - 大畑伸太郎
捕手。右投右打。1年生。
中学時代は正捕手として三橋とバッテリーを組んでいたが、“まっすぐ”や9分割の制球力の凄さに気づかず、三橋の実力を認めていなかった。
三橋よりも 叶を数段高く評価しており、「ヒイキ」を受ける三橋を快く思わず、実力がありながら投手として表舞台に立てない叶の為を思って三橋に対して悪役に回っていたが、西浦戦の際には試合前に三橋を脅すなどやりすぎな面もある（中学時代に三橋の腕を折ろうと考えたことすらある）。
捕手としては迷いが少なくテンポが早いが単調なリードで、キャッチングも叶の本気のフォークをまともに捕球出来ず体で前に落とすのが精一杯と捕手としては荒さが目立つが体格があり、西浦戦では三橋が“まっすぐ”を投げる時の癖を見抜いて本塁打を放ち、本塁のブロックを決めた。
試合後は三橋の実力を認めて中学時代のことを謝罪し、癖を修正するよう指摘する優しさも見せた。
作者曰く武蔵野第一の大河と同じ顔っぽい。
織田 裕行（おだ ひろゆき）
声 - 福山潤
一塁手。右投右打。1年生。
西浦戦では4番で出場。和歌山県出身。
関西弁で喋る。スポーツ推薦により高等部から三星に入った選手で、中学での三橋と他の部員との確執を直接は知らないため西浦戦も乗り気ではなく、最初は上級生の遠征について行きたがっていたが、三橋の“まっすぐ”に興味を持ったことと叶の勝たせて欲しいという思いにうたれ途中から本気になる。阿部曰く田島と違い長打がありホームランを打てる4番、手足のリーチがながく、外の球を打つのが得意と推測された。
試合ではコーチのアドバイスでタイムリー三塁打を放ったが、それ以外は全て三振に倒れた。
宮川 知己（みやがわ おもみ）
二塁手。1年生。
中等部出身で三橋の元チームメイト。低めの球を当てるのが上手いが肩が弱い。
柊 雄也（ひいらぎ ゆうや）
中堅手。1年生。
中等部出身で三橋の元チームメイト。
吉 大樹（よし だいじゅ）
遊撃手。1年生。
中等部出身で三橋の元チームメイト。阿部からはアウトローに投げとけばいいと言われた。
門田（かどた）
右翼手。1年生。
高等部から入った。
田口（たぐち）
左翼手。1年生。
高等部から入った。
松岡（まつおか）
三塁手。1年生。
高等部から入った。
三橋 瑠里（みはし るり）
声 - 井上麻里奈
三橋と同い年の従姉妹（三橋の父の姉の子）。三星学園1年。親戚付き合いが長い故か、三橋が臆せず接することのできる数少ない人間である。三橋を「レンレン」と呼ぶが本人には嫌がられている。
高校が分かれても埼玉まで試合の応援に来たり叶との仲を気遣ったりと、三橋を心配する様子を見せる。
中学時代、三橋は三星学園に通うために瑠里一家と同居していた。叶とは家が向い隣でかなり裕福な家であり、三橋家の本家。祖父母、両親、弟と住んでいる。
何らかのスポーツをやっており、ポジションはDF。
三橋 利勇（みはし りゆう）
三星中学2年生。瑠里の弟。
三橋 律夫（みはし りつお）
三星学園理事長。

## 桃李高校
桃李高校（とうりこうこう）は兵庫県にある名門校。内野が９個つくれるほどの大グラウンドで、トレーニングルームも完備。
元女子高で共学化と同時に野球部を創部、山室前監督の手腕で2年目にして甲子園に出場し春夏も何度か甲子園に出場するも前監督引退後は甲子園から遠ざかっている。
朝一で誓いの言葉を声出ししたり、投手が一人よがりにならないよう投手にトイレ掃除をさせている。
上代 祥真（かみしろ しょうま）
投手。左投左打。1年生。
西浦戦では9番先発で出場。兵庫大会の準決勝までスタメンで投げていたが、捕手の岩先輩(ガンせんぱい、本名は不明)と一年でも長くバッテリーを組みたいがためにAチームに行きたがっていたが夏の疲労が影響しBチームになっている。
西浦戦でスライダーとチェンジアップを投げる描写があり、田島曰くランナーを背負わないと全力を出さないタイプ。4回まで2点に抑えるも、肩の負傷で5回に降板。
三橋との別れの際に甲子園で再会することを約束した。
石田 成津（いしだ なつ）
捕手。右投右打。1年生。
西浦戦では3番捕手で先発出場。上代の蓄積疲労を心配しており、何度も間合いを取る石田に上代が怒る場面がある。祥真が岩先輩に懐いている事に劣等感を抱いてしまっている。
藤丘 省吾（ふじおか しょうご）
1番左翼手。右投右打。えくぼが特徴。
三橋の投球を見て荒れ球が多い投手だと思っている。
中村 正（なかむら ただし）
2番遊撃手。右投左打。
マウンド上の三橋の投球を見て、落ち着いている投手と思っている。
江藤 大貴（えとう たいき）
4番中堅手。右投右打。
田島曰く「このブアツサでセンターだから、身体能力が高い」と思われている。
長田 理（ながた おさむ）
5番右翼手。右投左打。
会沢 大志（あいざわ たいし）
6番一塁手。右投左打。
岸川 徹 （きしかわ とおる）
7番三塁手。右投左打。
三橋のコントロールの良さに驚いている。
森 隆平（もり りゅうへい）
8番二塁手。右投右打。
三橋から先制打を放つ。
田口正樹（たぐち まさき）
投手。練習試合では上代に代わりリリーフ。
原 壮太（はら そうた）
投手。
吉川（よしかわ）
キャプテン。
大塚 元浩（おおつか もとひろ）
投手。Aチーム。
杉谷 勇希（すぎたに ゆうき）
投手。Aチーム。
岩（がん）
正捕手。
寿浩
マネージャー。
上代が降板時に変わった2番手の投手。
福田 正巳（ふくだ まさみ）
桃李高校野球部監督。ポジションは投手と外野手。

## 波里高校
波里高校（なみさとこうこう）は愛媛県屈指の進学校で、甲子園出場回数は県内最多。文武両道の校風で、スポーツ特待制度は設けられていない。1年生の時から野球部員は全員、練習を終えると平日は23時までグラウンド近くの塾に通っている。部活が休みの日は、部員の門限は6時であり、街ぐるみで部員を見守っている雰囲気がある。「ちゃーす」「あっしたー」などの野球部特有の短縮した挨拶をせず、「こんにちは」「ありがとうございました」と、丁寧に挨拶することを励行している。
永宮 悠吾（ながみや ゆうご）
投手。右投右打。1年生。
四校合同練習の投手顔合わせの際、2年生の演技に騙されて「一番面白い反応」をしたため、投手班のリーダーを務めることになった。
真面目で面倒見の良い性格の持ち主で、三橋の名前が「ヒハシヘン」と勘違いされた際「レン」と正すよう三橋に強く忠言し、自らは「レン」と呼ぶことを約束した。
西浦戦で登板した模様だが、投げる様子は描かれなかった。
野口 由成（のぐち よしなり）
投手。2年生 アゴが特徴。
土屋 翼（つちや つばさ）
投手。2年生 ぽっちゃり体型が特徴。
石井 篤史（いしい あつし）
投手。1年生 リーダー決めの際、永宮に「（リーダーを）かわったろか？」と言われたが、「いらん」と軽く受け流した。
杉原 聡（すぎはら さとし）
投手。1年生
森笠 隼人（もりかさ はやと）
野球部責任教師。ポジションは投手と外野手。
地元愛媛では有名な監督で、「タクシー運転手からも顔が知られているため悪いことはできない」とのこと。担当教科は英語。

## 泰然高校
泰然高校（たいぜんこうこう）は兵庫県にある高校。桃李高校とは車で送迎できる距離にあるため、両校のグラウンドをA・Bの二班に分けての四校合同練習となった。河田という兄弟がいること以外は不明で、唯一西浦と対戦していない。
新井 暁（アライ サトル）
野球部責任教師。ポジションは捕手。
監督個人としては「ええ男」「奥さんが美人」と福田、森笠両名から褒めてもらっている。担当教科は保健体育。

## その他の高校
嵐山高校（らんざんこうこう）
公立の強豪高校。五回戦で日農大付属に敗れベスト16敗退。
上尾商業高校（あげおしょうぎょうこうこう）
公立の強豪高校。五回戦で武蔵野第一に2-1で敗れベスト16敗退。
大井北高校（おおいきたこうこう）
春に1回戦でARCと当たり夏のシードに入ってないが、ずっと強いと言われている高校。5回戦で春日部市立に敗れベスト16敗退。
飯能北高校（はんのうきたこうこう）
五回戦で越ケ谷中央を3-2で下したが準々決勝でARC学園に10-3の7回コールドで敗れベスト8敗退。
鹿児北高校
甲子園の2回戦でARC学園に4-1で勝った高校。メンバーの名前は2005年に準優勝した京都外大西高校のメンバーが元ネタ。
斉徳高校（さいとくこうこう）
百枝利昭の母校で、東京都の強豪校。斉徳大学内に存在し、中学も付設されている。住宅街の中にあり、広大な練習場が存在する。かつてはスパルタ指導だったらしく、試合に負けたら午前2時まで練習させていた。